# Straubing Tigers
Die Straubing Tigers (Aussprache ['tɑigəs]) sind ein Eishockeyclub aus Straubing, der in der Deutschen Eishockey Liga spielt. Organisiert wird die Mannschaft von der Straubing Tigers GmbH, in die die Profiabteilung des Stammvereins EHC Straubing im Jahr 2002 ausgelagert wurde.
Die bislang größten Erfolge des Clubs, dessen Mannschaften ihre Heimspiele im 5635 Zuschauer fassenden Eisstadion am Pulverturm austragen, waren nach dem Aufstieg in die DEL im Jahr 2006 das Erreichen des Playoff-Halbfinales in der Saison 2011/12 und 2023/24, die Teilnahmen an der Champions Hockey League samt Erreichen des Achtelfinals im Jahr 2022 und 2024 sowie das Erreichen des Finales im Spengler Cup 2024. Die Vereinsfarben der Straubing Tigers sind blau und weiß.

## Geschichte

### Die Anfänge: Bann Straubing und TSV 1861 Straubing (1941 bis 1966)
Max Pielmaier gilt als Begründer des Eishockeys in Straubing. Der damals 14-Jährige organisierte 1941 zusammen mit seinen zwei Jahre älteren Freunden Max Pellkofer und Harry Poiger eine Jugendmannschaft. Die Gründe dafür waren vermutlich das Buch Jagd hinter dem Puck. Eishockey – herzhaft und humorvoll von Gustav Jaenecke und der Wunsch Frauen wie die norwegische Eiskunstläuferin Sonja Henie zu erobern. Das erste offizielle Eishockeyspiel in der Straubinger Geschichte wurde am 1. Februar 1942 bestritten, als die Straubinger Mannschaft in Hof zur Gebietsmeisterschaft antrat. Das Spiel gegen die Gebietsmannschaft ging mit 1:0 verloren. 
| Saison      | Liga | Klasse | Vorrunde | Play-offs |
| ----------- | ---- | ------ | -------- | --------- |
| 1947/48     | BKK  | I I    | Meister  | Aufstieg  |
| 1948/49     | BLL  | I I    |          | Abstieg   |
| 49/50-57/58 | BKK  | I I I  |          |           |
| 1958/59     | BKL  | I V    |          |           |
| 1959/60     | BKL  | I V    | Meister  | Aufstieg  |
| 1960/61     | BLL  | I I I  |          |           |
| 61/62-62/63 | BLL  | I V    |          |           |
| 1963/64     | BLL  | I V    |          | Abstieg   |
| 1964/65     | BKL  | V      | Meister  | Aufstieg  |
| 1965/66     | BLL  | I V    |          |           |

Nach der ersten Niederlage folgten weitere vier Pleiten, das schlechteste Ergebnis gab es mit einer 9:0-Niederlage am 22. Februar 1942 in Rosenheim. Der erste Torerfolg wurde am 1. Januar 1943 im Spiel gegen den SC Weßling verbucht. Bei der 2:4-Niederlage erzielten Röhrl, der insgesamt dreimal für Straubing spielte, und Max Pellkofer die Tore. Als nächster Straubinger Spieler trug sich Harry Poiger in die Torschützenliste ein, er traf beim 8:1 in Landshut am 10. Januar 1943. Das Rückspiel gegen Landshut am 31. Januar 1943, das die Mannschaft mit 2:0 verlor, war das letzte Spiel während des Zweiten Weltkriegs, das Bann Straubing bestritt, da mittlerweile auch Jugendliche zum Wehrdienst eingezogen wurden.
Nach Kriegsende beschlossen die ehemaligen Spieler von Bann Straubing sich dem TSV 1861 Straubing anzuschließen. Die Organisation von 1941 bis 1943 war unter dem Dach der Hitlerjugend geschehen. Beim TSV wurde im Winter 1946 eine Eishockeyabteilung gegründet, deren erster Abteilungsleiter Max Pielmaier wurde. In der Saison 1947/48 trat der TSV Straubing erstmals in der Natureis-Kreisklasse an, Spielort war wie bei den Spielen während des Kriegs der Eisweiher am Stadtrand nahe dem Pulverturm. Nach zwei Siegen, 1:0 beim EV München und 2:0 gegen den SV Donaustauf, stieg die Straubinger Mannschaft in die Landesliga auf. Die Spieler der Meistermannschaft waren Torhüter Hans Ebenburger, Harry Poiger und Fritz Brandl in der Verteidigung, Antoni Emmerich, Max Pielmaier, Werner Jansen, Max Pellkofer, Günther Scheuring, Dof Hidas und Schoula im Sturm. Der erste Star in der Geschichte des Eishockeys in Straubing war Antoni Emmerich, der bereits als 14-Jähriger in der rumänischen Eishockeynationalmannschaft spielte.
Die Saison 1948/49 war weniger erfolgreich, die Mannschaft stieg in die Kreisklasse ab. In der Saison 1959/60 gelang dem TSV Straubing nach der gewonnenen Meisterschaft in der Kreisklasse Ost der Aufstieg in die Landesliga. Zunächst wurde die Klasse gehalten, 1964 folgte der Wiederabstieg. Durch die erneute Meisterschaft 1965 folgte der sofortige Wiederaufstieg in die Landesliga.

### Bau des Stadions und Aufstieg in die 2. Bundesliga (1967 bis 1979)
Nachdem der Verein 1960 erstmals einen Antrag zur finanziellen Unterstützung für ein Kunsteisstadion gestellt hatte, wurde 1967 mit dem Bau begonnen. Nach drei Monaten Bauzeit, es war eine offene Eisfläche mit Tribünen errichtet worden, wurde das Eisstadion am Pulverturm am 18. November 1967 mit einem Spiel gegen Preussen Berlin eingeweiht. In der Saison 1968/69 startete der TSV Straubing in der Kunsteis-Bayernliga und erreichte den zweiten Platz.
1969 kam der tschechoslowakische Nationalspieler Zdeněk Haber als Spielertrainer von Škoda Pilsen nach Straubing. Unter seiner Führung stieg die Mannschaft nach der Saison 1969/70 in die Regionalliga, damals die dritthöchste deutsche Spielklasse, auf. Nachdem die Arbeitserlaubnis von Haber nicht verlängert worden war, kehrte er nach einem Jahr in die Tschechoslowakei zurück. Sein Nachfolger wurde der Tschechoslowake Jiří Wabnegger. Wabnegger fungierte in der Saison 1970/71 ebenfalls als Spielertrainer, als weitere Neuzugänge kamen Bohumil Kratochvíl aus Hof, sowie Rupert Kreitmeier und Manfred Weigl aus Landshut. Am Ende der Hauptrunde belegte die Mannschaft als Neuling den ersten Platz und bestritt die Aufstiegsrunde gegen Vereine wie die Düsseldorfer EG 1b, Hamburger SV, VERC Lauterbach, EHC Stuttgart und EV Regensburg. Der TSV erreichte den zweiten Platz der Aufstiegsrunde und stieg dadurch erstmals in die Oberliga auf. In der zweithöchsten deutschen Liga wurde die Klasse im Folgejahr gehalten und in der Saison 1971/72 der elfte Platz belegt. Nach der Saison 1972/73 folgte der Abstieg in die Drittklassigkeit, nach dem Erreichen des zehnten Platzes. Grund dafür war, dass durch die Einführung der 2. Bundesliga die Plätze eins bis neun zum Verbleib in der zweithöchsten Klasse berechtigen.
| Saison  | Liga   | Klasse | Vorrunde    | Play-offs       |
| ------- | ------ | ------ | ----------- | --------------- |
| 1966/67 | BLL    | I V    |             |                 |
| 1967/68 | BLL    | I V    |             | BYL neu ↑       |
| 1968/69 | BYL    | I V    | 2. Platz    | Vizemeister     |
| 1969/70 | BYL    | I V    |             | Aufsteiger ↑    |
| 1970/71 | RL/Süd | I I I  | Meister     | RL-Vizemeister↑ |
| 1971/72 | OL     | I I    | 11. Platz   | –               |
| 1972/73 | OL     | I I    | 10. Platz   | –               |
| 1973/74 | OL/Süd | I I I  | Vizemeister | 3. Quali-2. BL  |
| 1974/75 | OL/Süd | I I I  | Vizemeister | Meister ↑       |
| 1975/76 | 2. BL  | I I    | 10. Platz   | –               |
| 1976/77 | 2. BL  | I I    | 7. Platz    | 1. Quali-2. BL  |
| 1977/78 | 2. BL  | I I    | 7. Platz    | 1. Quali-2. BL  |
| 1978/79 | 2. BL  | I I    | 4. Platz    | –               |

↑ ↓ Auf-/Abstieg 
Für die Saison 1973/74 wurde der sofortige Wiederaufstieg als Ziel gesetzt. Erstmals spielten mit dem Schweden Bo Carlquist und dem Finnen Esa Ranne zwei Skandinavier in Straubing, weitere Neuzugänge waren der Landshuter Wolfgang Dylla und die beiden Regensburger Karel Dadek und Max Lang. Nach dem zweiten Platz in der Hauptrunde reichte es zum dritten Rang in der Aufstiegsrunde, woraufhin der Verein in der Oberliga verblieb. Zur Saison 1974/75 verstärkten die Kanadier Lei Hartvikson und Terry Robitaille den TSV, aus dem eigenen Nachwuchs kamen Günther und Peter Lupzig zur Mannschaft. In der Hauptrunde belegte der TSV erneut den zweiten Platz, die Aufstiegsrunde war in zwei Gruppen mit je vier Mannschaften gegliedert. Nach dem Gruppensieg traf das Team in den Entscheidungsspielen auf den EV Regensburg, besiegte diesen mit 4:3 und 4:2 und stieg dadurch in die 2. Bundesliga auf.
Nach einem unbefriedigenden Start in die Saison 1975/76 beendete Trainer Rudi Wagner seine Karriere, für ihn kam der ehemalige tschechoslowakische Nationalspieler Jiří Hanzl vom SC Riessersee. Mit sechs Siegen in 36 Spielen wurde der letzte Platz belegt. Der Verein verblieb in der 2. Bundesliga, da diese in der nachfolgenden Spielzeit auf zwölf Mannschaften aufgestockt wurde. In der darauffolgenden Saison 1976/77 gelang der siebte Platz in der Hauptrunde. Die Aufstiegsrunde verpasste der TSV knapp, in der Abstiegsrunde wurde der Klassenerhalt sichergestellt. Als Ziel für die Saison 1977/78 wurde das Erreichen der Aufstiegsrunde ausgegeben. Die Mannschaft bestand zum größten Teil aus etablierten Spielern, zu nennen sind vor allem Torhüter Hans Hutterer, der kanadische Verteidiger Paul Dixon und Stürmer Jiří Wabnegger. Vor der Saison neu hinzugekommen war der ehemalige Nationalspieler Michael Mauer. Das gesteckte Saisonziel Aufstiegsrunde wurde wiederum verpasst, in der Abstiegsrunde belegte Straubing erneut den ersten Platz.
In der Saison 1978/79 stand eine völlig neue Straubinger Mannschaft auf dem Eis. Jiří Wabnegger beendete seine Karriere, auch nicht mehr zur Verfügung standen Paul Dixon, Klaus Huber, Bill Horton, Michael Mauer, Gerhard Seiberl und Bernd Setzer. Jiří Hanzl gab das Traineramt ab, als Nachfolger kam Rudi Hejtmanek vom EV Landshut. Neue Spieler waren Bob Laycock, Craig Stewart und Win Winofsky, die aus Kanada nach Straubing kamen, aus Landshut wechselten Michael Eibl, Christian Vogl sowie der Rückkehrer Wolfgang Dylla an den Pulverturm. Zusätzlich stießen vielversprechende Nachwuchsspieler zu der Mannschaft, unter ihnen Torhüter Peter Zankl. Die Saison verlief erfolgreich, der TSV Straubing wurde Tabellenvierter hinter dem Duisburger SC, dem ERC Freiburg und dem EHC 70 München. Erfolgreichster Spieler war mit 62 Punkten (41 Tore, 21 Assists) der neue Publikumsliebling Bob Laycock.

### „TSV Laycock“ und Gründung des EHC Straubing (1979 bis 1982)
In der folgenden Saison kam Bobs jüngerer Bruder Robin Laycock zum TSV. Die Laycock-Brüder verstanden sich auf dem Eis und bildeten ein schlagkräftiges Sturmduo. In der Saison 1979/80 war der TSV im heimischen Stadion kaum zu bezwingen und die Mannschaft stand nach der Hälfte der Spiele auf einem Aufstiegsplatz. Die Saison schloss der TSV Straubing auf dem vierten Platz ab, nachdem zu Beginn der Rückrunde mehrere Spiele verloren gingen. Der Höhepunkt der Saison war wohl der 3:1-Sieg im Derby gegen den bis dahin ungeschlagenen Deggendorfer SC am 12. Oktober 1979 vor 6.500 Zuschauern im Straubinger Eisstadion. Die Laycock-Brüder erzielten dabei alle drei Tore. Topscorer der Saison war Robin Laycock mit 142 Punkten (89 Tore, 53 Assists) vor seinem Bruder Bob Laycock mit 139 Punkten (69 Tore, 70 Assists). Die Konkurrenz nannte den Straubinger Verein wegen der überragenden kanadischen Brüder nur mehr „TSV Laycock“.
| Saison  | Liga      | Vorrunde | Play-offs           |
| ------- | --------- | -------- | ------------------- |
| 1979/80 | 2. BL     | 4. Platz | –                   |
| 1980/81 | 2. BL     | 4. Platz | –                   |
| 1981/82 | 2. BL/Süd | 6. Platz | 3. Quali-2. BL      |
| 1982/83 | 2. BL     | 7. Platz | Konkurs und Abstieg |

Die Laycock-Brüder spielten auch in der Saison 1980/81 für den TSV Straubing, trotz mehrerer Angebote von Bundesliga-Vereinen. Vladimír Čechura trat die Nachfolge von Rudi Hejtmanek an der Bande des TSV an, nach fünf Abgängen kamen Werner Hännl aus Regensburg, Stefan Reiter aus Bad Tölz und Achim Sipmeier aus der eigenen Jugend zur Mannschaft. Trainer Čechura war glücklos in Straubing, nach der Vorrunde stand der TSV auf dem siebten Tabellenplatz. Daraufhin wurde Čechura im Dezember 1980 entlassen, sein Amt übernahm Paul Dixon, der von 1976 bis 1979 selbst für den TSV auf dem Eis gestanden hatte. Unter seiner Führung erreichte das Team in der Rückrunde eine Bilanz von 27:3 Punkten und belegte am Saisonende zum dritten Mal in Folge den vierten Platz der 2. Bundesliga. Die besten Scorer des TSV waren abermals die Laycock-Brüder, sie standen auch in der Ligastatistik ganz oben. Robin erreichte 138 Punkte (83 Tore, 55 Assists), Bob gelangen 136 Punkte (61 Tore, 75 Assists). Nach der Saison wechselten die Laycocks zum EV Landshut in die Bundesliga, mit dem sie 1983 auch die deutsche Meisterschaft gewannen.
1981 trennte sich die Eishockeyabteilung vom TSV Straubing, der EHC Straubing wurde gegründet. Ein Grund für die Abspaltung war, dass sich der TSV Straubing als Fußballverein verstand und die Identifikation mit der Eishockeyabteilung wenig ausgeprägt war. Bei der Neugründung hatte sich der EHC an viele bestehende Verträge und Verbindlichkeiten zu halten, unter anderem ging das Stadion in den Besitz der Stadt Straubing über. Nach dem Weggang der Leistungsträger in der ersten EHC-Saison 1981/82 belegte der EHC nach der Vorrunde den sechsten Platz der Süd-Staffel und verpasste die Endrunde. In der Relegationsrunde wurde der Klassenerhalt gesichert.
In der Saison 1982/83 gab es wie auch in der Vorsaison zwei Trainer, der ehemalige Spielertrainer Jiří Wabnegger löste im Oktober 1982 den Kanadier Mike Daski an der Bande ab. Wiederum verpasste die Mannschaft die Endrunde, nach der Hauptrunde stand sie auf dem siebten Tabellenplatz. Dies hätte erneut den Gang in die Aufstiegsrunde bedeutet. Aufgrund finanzieller Probleme trat der EHC Straubing jedoch nicht mehr an und stieg in die Bayernliga ab.

### Neubeginn und Aufstieg in die Oberliga (1983 bis 1993)
Mit seinem Trainer Jiří Wabnegger startete der EHC Straubing in der Saison 1983/84 in der Bayernliga. Neben dem Trainer hielten vor allem die einheimischen Spieler dem Verein die Treue, allen voran die Lupzig-Brüder Günther und Peter und der spätere sportliche Leiter der Straubing Tigers Jürgen Pfundtner. Nach einem zweiten Platz in der Hauptrunde absolvierte die Mannschaft die Aufstiegsrunde ohne Punktverlust und stieg als Erstplatzierte in die Regionalliga auf.

Die Saison 1984/85 wurde ebenfalls mit Trainer Wabnegger begonnen. Dieser beendete sein Engagement vorzeitig, da er mit der Einstellung einiger Spieler nicht einverstanden war. Daraufhin betreute Bohumil Kratochvíl die Mannschaft als Spielertrainer. Nach der Hauptrunde stand Straubing hinter dem Deggendorfer EC und dem EV Dingolfing auf dem dritten Tabellenplatz, in der Aufstiegsrunde belegte das Team Platz fünf von sechs Mannschaften in der Gruppe A, wodurch die Mannschaft in der Regionalliga blieb. 
| Saison  | Liga | Klasse | Vorrunde    | Play-offs     |
| ------- | ---- | ------ | ----------- | ------------- |
| 1983/84 | BYL  | V      | Vizemeister | 1. RL-Quali ↑ |
| 1984/85 | RL   | I V    | 3. Platz    | 5. OL-Quali   |
| 1985/86 | RL   | I V    | 6. Platz    | 6. OL-Quali   |
| 1986/87 | RL   | I V    | Meister     | 3. OL-Quali ↑ |
| 1987/88 | OL   | I I I  | 15. Platz   | 2. OL-Quali   |
| 1988/89 | OL   | I I I  | 13. Platz   | 5. OL-Quali   |
| 1989/90 | OL   | I I I  | 11. Platz   | 4. OL-Quali ↓ |
| 1990/91 | RL/S | I V    | Vizemeister | 5. OL-Quali   |
| 1991/92 | RL   | I V    | Meister     | 2. OL-Quali ↑ |
| 1992/93 | OL   | I I I  | 9. Platz    | 2. OL-Quali   |

↑ ↓ Auf-/Abstieg 
Nach dem verpassten Durchmarsch in der Vorsaison wurde in der Saison 1985/86 der Aufstieg in die Oberliga angepeilt. Mit dem sechsten Platz in der Hauptrunde wurde die Aufstiegsrunde erreicht, in welcher der EHC den sechsten und damit letzten Platz in seiner Gruppe belegte. Die besten Scorer in dieser Saison waren – wie im Vorjahr – Günther Lupzig mit 80 Punkten (32 Tore, 48 Assists) und Peter Lupzig mit 65 Punkten (24 Tore, 41 Assists), Trainer war wie in der Vorsaison Bohumil Kratochvíl.
Für die Saison 1986/87 verstärkte sich der Verein mit dem kanadischen Verteidiger Jim Dokter und dem heimgekehrten Torhüter Hans Hutterer. Nach der Hauptrunde, die das Team auf dem ersten Platz abschloss, belegte die Mannschaft von Trainer Michael Mauer in der Aufstiegsrunde den dritten Platz. Somit trat der EHC in den Entscheidungsspielen gegen den TSV Königsbrunn an, um den letzten verbleibenden Aufstiegsplatz zu erreichen. Der EHC Straubing gewann die Serie und nahm daraufhin an den Spielen um die deutsche Regionalligameisterschaft teil. Nach Siegen über den EHC Freiburg 1b und Westfalen Dortmund gelang den Straubingern neben dem Aufstieg in die Oberliga der Titelgewinn des Regionalligameisters.
In der Saison 1987/88 gelang es der Straubinger Mannschaft zunächst nicht, sich in der Oberliga zu etablieren. Nach einem Trainerwechsel belegte der EHC den 15. und damit vorletzten Tabellenplatz. Den Klassenerhalt sicherte sich der EHC in der Qualifikationsrunde, in der er hinter dem Augsburger EV den zweiten Platz erreichte. Auch in der folgenden Saison 1988/89 belegte die Mannschaft von Trainer Kratochvíl nach der Hauptrunde mit dem 13. den vorletzten Tabellenplatz der Oberliga Süd. In der Qualifikationsrunde wurde mit einem fünften Platz die Klasse gehalten.
Die Saison 1989/90 hatte besser begonnen als die vorigen. In der Hauptrunde stand der EHC Straubing auf dem elften Tabellenplatz, musste aber wie in den Vorjahren in die Qualifikationsrunde. Dort belegte er den vierten Platz und traf in den Entscheidungsspielen auf den Deggendorfer EC. Diese Serie verlor der EHC Straubing und stieg nach drei Jahren Oberligazugehörigkeit in die Regionalliga ab.
Für die Regionalligasaison 1990/91 verpflichtete der Verein den Tschechoslowaken Libor Havlíček als Spielertrainer. Die Hauptrunde absolvierte Straubing als Tabellenzweiter, in der Qualifikationsrunde zur Oberliga wurde der EHC Fünfter, woraufhin der direkte Wiederaufstieg verpasst wurde.
Der Aufstieg in die Oberliga war das Saisonziel in der Spielzeit 1991/92. Als Trainer stand Vladimír Dzurilla an der Bande. Nach der Hauptrunde belegte die Mannschaft den ersten Tabellenplatz, die Qualifikationsrunde zur Oberliga schloss der EHC auf dem zweiten Platz ab, wodurch der Aufstieg erreicht wurde. Die meisten Punkte in der Aufstiegssaison erzielte mit 138 Punkten (77 Tore, 61 Assists) der kanadische Neuzugang Doug Kirton, der sich in den folgenden Jahren zum Führungsspieler in Straubing entwickelte. Mit Siegen über den SC Bietigheim-Bissingen und den TSV Adendorf gewann der EHC Straubing nach 1987 zum zweiten Mal den Titel des deutschen Regionalligameisters. Nach der Saison beendete Günther Lupzig seine Karriere. Der gebürtige Straubinger hatte von 1974 an für den TSV und den EHC gespielt und ist bis heute mit 821 Punkten der beste Scorer in der Geschichte des Eishockeys in Straubing.
In der Saison 1992/93 stand die Mannschaft von Trainer Dzurilla wieder in der Oberliga Süd. In der Hauptrunde belegte sie den siebten Platz und verpasste die Aufstiegsrunde. Die Qualifikationsrunde wurde auf dem zweiten Platz abgeschlossen. Die meisten Punkte erzielten der US-Amerikaner Mike Alexander (102) und Doug Kirton (94).

### Das Duo Kirton und Zawatsky (1993 bis 1999)
In die Saison 1993/94 startete Straubing mit dem neuen Trainer Franz Hejčík. Der EHC etablierte sich endgültig in der Oberliga und erreichte nach einem sechsten Platz in der Hauptrunde die Aufstiegsrunde. In dieser wurde Straubing Dritter und nahm an den Play-offs teil. Nachdem der EHC die Serie gegen den EC Harz/Braunlage im Achtelfinale mit 3:2 für sich entschied, unterlag das Team im Viertelfinale dem ETC Timmendorfer Strand in zwei Spielen. Bester Scorer war in dieser Saison der kanadische Neuzugang Edward Zawatsky mit 113 Punkten (53 Tore, 60 Assists) vor Doug Kirton mit 106 Punkten (45 Tore, 61 Assists).
In der Saison 1994/95 trat der EHC Straubing erstmals mit dem Beinamen Die Tiger auf. Die Fans hatten sich vor der Saison unter mehreren Vorschlägen für den Tiger als Maskottchen entschieden. Durch die Änderungen im Ligasystem hieß die Oberliga ab 1994 1. Liga und war die zweithöchste Spielklasse nach der Deutschen Eishockey Liga. Straubing belegte den sechsten Platz in der 1. Liga Süd und qualifizierte sich dadurch für die Meisterrunde. Nach dem fünften Platz in dieser trat der EHC in den Play-offs gegen den EC Bad Nauheim an. Gegen Bad Nauheim verlor der EHC zwei Mal in Folge, wodurch Straubing im Achtelfinale ausschied. Topscorer der Saison waren erneut Ed Zawatsky und Doug Kirton, im Tor stand der Heimkehrer Peter Zankl.
| Saison  | Liga    | Klasse | Vorrunde  | Play-offs       |
| ------- | ------- | ------ | --------- | --------------- |
| 1993/94 | OL/Süd  | I I I  | 6. Platz  | Viertelfinale   |
| 1994/95 | 1. Liga | I I    | 6. Platz  | Achtelfinale    |
| 1995/96 | 1. Liga | I I    | 6. Platz  | Viertelfinale   |
| 1996/97 | 1. Liga | I I    | 14. Platz | Abstieg         |
| 1997/98 | 2. Liga | I I I  | 3. Platz  | 6. BL/Süd-Quali |
| 1998/99 | 1. Liga | I I I  | 10. Platz | 3. OL-Quali     |

Nach einem vielversprechenden Start in die Saison 1995/96 – der EHC Straubing besiegte im vorgezogenen ersten Saisonspiel den Deggendorfer EC mit 5:1 – reichte es zum sechsten Platz in der Hauptrunde. In der Meisterschaftsrunde wurde der siebte Platz belegt. In der ersten Runde der Play-offs traf der EHC Straubing auf den ETC Timmendorfer Strand. Die Bayern setzten sich in der Serie gegen die Holsteiner mit 2:1-Siegen durch und trafen im Viertelfinale auf den EC Bad Tölz. Gegen Bad Tölz verlor der EHC zwei Spiele, was das Aus in den Play-offs bedeutete. Wie in den Vorjahren erzielten Ed Zawatsky und Doug Kirton die meisten Punkte.
Don Depoe übernahm das Traineramt in der Saison 1996/97. Die Mannschaft verfehlte die gesteckten Ziele, in der Hauptrunde belegte sie den 14. Platz. In den Playdowns besiegte der EHC zunächst den EV Füssen in der Best-of-Five-Serie mit 3:1. In der zweiten Runde unterlag Straubing dem SC Bietigheim-Bissingen nach drei Spielen mit 2:1 und in der dritten Runde unterlag die Mannschaft dem EC Peiting in zwei Begegnungen und stieg in die nächsttiefere Liga ab. Die meisten Punkte sammelten wieder Edward Zawatsky mit 116 (56 Tore, 60 Assists) und Doug Kirton mit 106 (38 Tore, 68 Assists). Nach der Saison verließ Kirton den EHC Straubing und wechselte zu den Frankfurt Lions in die DEL.
In der 2. Liga Süd belegte der EHC Straubing in der Saison 1997/98 den dritten Platz der Hauptrunde. In der Qualifikationsrunde zur Hacker-Pschorr-Liga wurde der EHC Sechster. So traf die Mannschaft von Trainer Wolfgang Dylla in den Play-offs zunächst auf den EC Bad Tölz und später auf den ESV Bayreuth, gegen beide unterlag der EHC. Dadurch verblieb der Verein in der 2. Liga. Nach der Saison stieg der EHC Straubing im Mai 1998 am grünen Tisch auf und rückte dadurch in die 1. Liga nach.
Durch die Einführung der Bundesliga als neue zweithöchste Spielklasse spielte der EHC Straubing in der Saison 1998/99 in der dritthöchsten deutschen Liga. Wolfgang Dylla war weiterhin Trainer der Straubinger, im Tor stand der Schwede Thomas Melin. Kapitän der Mannschaft war ab dieser Saison der Heimkehrer Georg Franz. In der Hauptrunde belegte der EHC den 10. und damit drittletzten Tabellenplatz. In der Qualifikationsrunde sicherte sich der Verein als Drittplatzierter den Klassenerhalt.

### Aufstieg, Insolvenz und Gründung der Straubing Tigers (1999 bis 2006)
In der Saison 1999/2000 war Gerd Wittmann Trainer des EHC, die Mannschaft um Kapitän Georg Franz bildeten unter anderem Torhüter Dominik Lonscher, der Kanadier John Sicinski und die Brüder Kevin und David Hoogsteen. Während der Saison stieß der Kanadier Bill Trew hinzu, der sich bald als Glücksgriff entpuppte. Die Saison verlief gut für den EHC, nach der Vorrunde stand er hinter dem ETC Crimmitschau und dem EV Regensburg auf dem dritten Tabellenplatz. In der Platzierungsrunde wurde Straubing Erster und nach je zwei Siegen in den Play-offs über den Adendorfer EC und den REV Bremerhaven stieg der EHC Straubing in die 2. Bundesliga auf. Die meisten Punkte in dieser Saison erzielten John Sicinski (109) und Bill Trew (103).
| Saison  | Liga   | Vorrunde  | Play-offs      |
| ------- | ------ | --------- | -------------- |
| 1999/00 | OL/Süd | Meister   | Aufstieg       |
| 2000/01 | 2. BL  | 10. Platz | Playdowns      |
| 2001/02 | 2. BL  | 9. Platz  | 1. Quali-2. BL |
| 2002/03 | 2. BL  | 8. Platz  | Viertelfinale  |
| 2003/04 | 2. BL  | 3. Platz  | Viertelfinale  |
| 2004/05 | 2. BL  | 1. Platz  | Vizemeister    |
| 2005/06 | 2. BL  | 5. Platz  | Meister        |

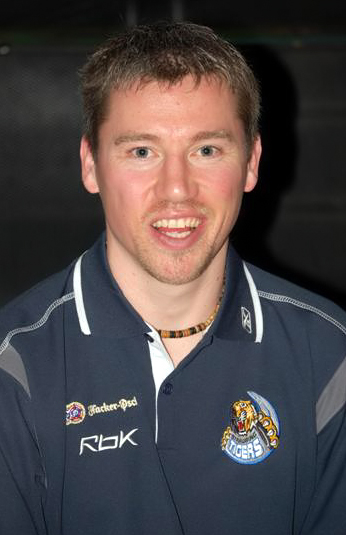
Bill Trew war von 1999 bis 2011 für die Straubing Tigers im Einsatz

Das Saisonziel der Mannschaft von Trainer Wittmann in der Spielzeit 2000/01 war der Klassenerhalt. Nach dem 10. Platz in der Hauptrunde wurde die Saison in den Playdowns fortgesetzt. Dort gewann der EHC die Serie gegen den EC Bad Nauheim mit 4:1-Siegen und errang den Ligaerhalt. Die erfolgreichsten Scorer waren Bill Trew mit 69 Punkten und John Sicinski mit 67 Punkten.
Für das folgende Jahr wurde das Erreichen der Play-offs als Ziel ausgegeben. In die Saison 2001/02 startete der EHC schwach und Cheftrainer Gerd Wittmann wurde im Dezember 2001 entlassen. Sein Nachfolger an der Bande wurde der Kanadier Kevin Gaudet, unter dessen Führung der Einzug in die Play-offs beinahe erreicht wurde. Die Hauptrunde schloss der EHC auf dem neunten Platz ab, punktgleich mit dem Achten und letzten Play-off-Teilnehmer, den Lausitzer Füchsen. Die Abstiegsrunde hatte keine Bedeutung, es gab keine Absteiger, da die 2. Bundesliga in der nachfolgenden Saison auf 16 Mannschaften aufgestockt werden sollte. Trotz alledem wurde die Runde auf dem ersten Platz abgeschlossen.

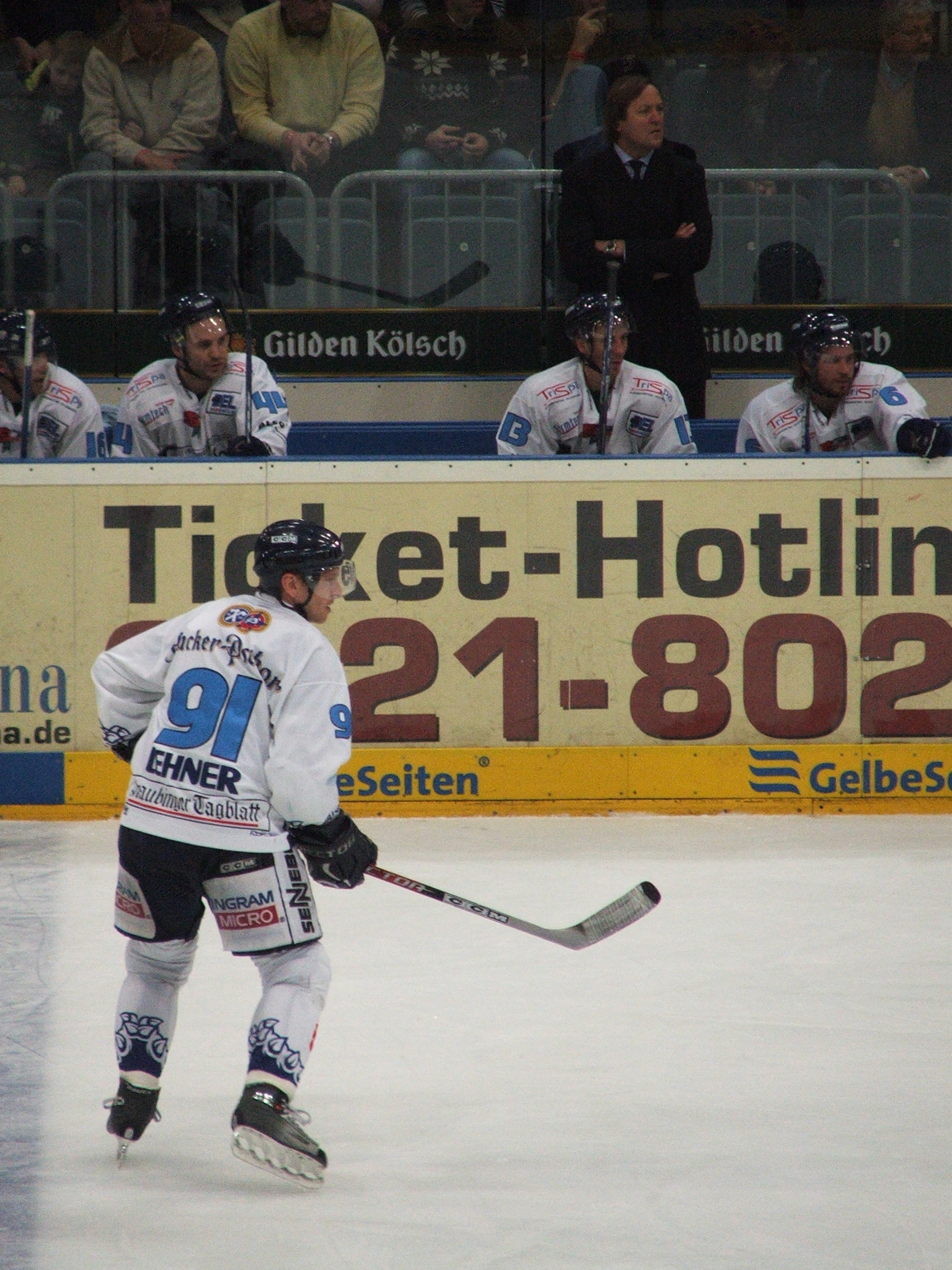
Josef Lehner, bis 2008 Kapitän der Straubing Tigers

Im April 2002 musste EHC Straubing nach 21 Jahren Insolvenz anmelden. Daraufhin trennte sich die Profiabteilung vom Stammverein, die Straubing Tigers AG wurde gegründet. Es wurde ein Kooperationsvertrag mit dem EHC erstellt und die Insolvenz ein Jahr später abgeschlossen. Der EHC blieb mit seinen Nachwuchsmannschaften Stammverein und Lizenzinhaber.
So starteten in der Saison 2002/03 erstmals die Straubing Tigers in die 2. Bundesliga. Die Mannschaft von Trainer Gaudet erreichte in der Hauptrunde den achten Platz und zog in die Play-offs ein. Im Viertelfinale verlor sie die Serie mit 0:3-Siegen gegen den SC Bietigheim-Bissingen. Im Tor stand in dieser Saison neben dem bewährten Dominik Lonscher der spätere Nationaltorhüter Dimitrij Kotschnew, der mit einer Förderlizenz der Iserlohn Roosters für Straubing auflief.
Das Ziel in der Saison 2003/04 war das erneute Erreichen der Play-offs. Dies gelang den Tigers, nach der Hauptrunde stand die Mannschaft auf dem dritten Tabellenplatz. Der Gegner im Viertelfinale war erneut der SC Bietigheim-Bissingen. Im ersten Spiel führte Straubing sechs Sekunden vor Spielende mit 4:3. Der damalige Bietigheimer Verteidiger Calvin Elfring traf zum Ausgleich, nach Penaltyschießen verloren die Tigers mit 4:5. Die weiteren Spiele verloren die Tigers mit 4:8 und 2:4, wodurch sie abermals im Viertelfinale ausschieden.
Nach der Hauptrunde in der Saison 2004/05 belegte das Team den ersten Platz und zog in die Play-offs ein. Nachdem die Tigers in den Jahren zuvor keinen einzigen Play-off-Sieg errangen, setzten sie sich im Frühjahr 2005 gegen den SC Bietigheim-Bissingen und den REV Bremerhaven durch und scheiterten im Finale gegen den EV Duisburg. Die Finalserie entschieden die Duisburger Füchse mit 0:3 für sich. In den ersten beiden Begegnungen fiel der Siegtreffer jeweils in der Verlängerung und auch beim dritten Spiel am 17. April in Straubing stand es zu Beginn des letzten Drittels noch 3:3 (Endstand 3:5).
Eine Saison später belegten die Tiger nach einer durchwachsenen Vorrunde den fünften Rang. In den Play-offs trat die Mannschaft im Viertelfinale gegen den EV Regensburg an und gewann die Serie mit 4:2. Im Halbfinale traf Straubing auf die Schwenninger Wild Wings, gegen die das Team in vier Spielen mit 3:1 Siegen die Oberhand behielt. Das Finale bestritten die Tigers gegen den Hauptrundenersten REV Bremerhaven. Nach zwei Siegen verlor die Mannschaft die beiden folgenden Spiele, im entscheidenden fünften Spiel gelang dank des Siegtreffers von Dallas Fallscheer zum 2:1 der Sieg über den REV Bremerhaven. Damit war die erste Zweitligameisterschaft und der damit verbundene sportliche Aufstieg in die DEL perfekt. Am 31. Mai 2006 wurden alle Auflagen für den Erhalt der DEL-Lizenz erfüllt und somit spielten die Tigers zur Saison 2006/07 erstmals in der höchsten deutschen Eishockeyliga.

### Die Straubing Tigers in der DEL (ab 2006)
Mit einem Etat von 3 Mio. Euro, dem geringsten aller DEL-Klubs, starteten die Straubinger in die Saison 2006/07. Am Ende belegten sie den 12. Platz und waren mit 15 Punkten Abstand weit vom zehnten Rang, der einen Start in den neu eingeführten Pre-Play-offs bedeutet hätte, entfernt. Für die folgende Saison wurden im Vorfeld einige namhafte Spieler verpflichtet und der Etat auf 3,5 Millionen Euro angehoben. Die Saison 2007/08 begann mit zwei Siegen und dem Vorrücken auf den zwischenzeitlichen zweite Platz in der Tabelle. In dieser Spielzeit wurden wie in der Spielzeit zuvor am Ende die wenigsten Tore erzielt und die drittmeisten kassiert. Dies bedeutete den 14. und somit vorletzten Platz in der Tabelle mit 33 Punkten Rückstand auf Platz zehn.
| Saison  | Liga | Vorrunde           | Play-offs     | Zuschauer ⌀ |
| ------- | ---- | ------------------ | ------------- | ----------- |
| 2006/07 | DEL  | 12. Platz          | -             | 4.461       |
| 2007/08 | DEL  | 14. Platz          | -             | 4.361       |
| 2008/09 | DEL  | 13. Platz          | -             | 4.226       |
| 2009/10 | DEL  | 13. Platz          | -             | 4.322       |
| 2010/11 | DEL  | 13. Platz          | -             | 4.432       |
| 2011/12 | DEL  | 6. Platz           | Halbfinale    | 4.957       |
| 2012/13 | DEL  | 9. Platz           | Viertelfinale | 5.089       |
| 2013/14 | DEL  | 12. Platz          | -             | 4.729       |
| 2014/15 | DEL  | 13. Platz          | -             | 4.230       |
| 2015/16 | DEL  | 9. Platz           | Viertelfinale | 4.697       |
| 2016/17 | DEL  | 9. Platz           | Pre-Playoff   | 4.320       |
| 2017/18 | DEL  | 13. Platz          | -             | 3.949       |
| 2018/19 | DEL  | 8. Platz           | Pre-Playoff   | 4.160       |
| 2019/20 | DEL  | 3. Platz           | -             | 4.785       |
| 2020/21 | DEL  | 4. Platz Südgruppe | Viertelfinale | -           |
| 2021/22 | DEL  | 4. Platz           | Viertelfinale | 2.756       |
| 2022/23 | DEL  | 4. Platz           | Viertelfinale | 4.099       |
| 2023/24 | DEL  | 3. Platz           | Halbfinale    | 5.303       |
| 2024/25 | DEL  | 7. Platz           | Viertelfinale | 5.078       |

In der Sommerpause 2008 brachte ein durch Brandstiftung entstandenes Feuer im Eisstadion am Pulverturm die Saisonplanungen durcheinander. In der Nacht vom 9. auf den 10. Juli 2008 zerstörte der Brand im Eisstadion am Pulverturm Teile der technischen Einrichtung und hinterließ auch in der Dachkonstruktion Schäden. Daraufhin nahm die Kriminalpolizei Straubing die Ermittlungen auf, man ging von einem absichtlich gelegten Brand aus.
Da das heimische Stadion aus Sicherheitsgründen unbespielbar geworden war, sahen sich die Tigers gezwungen, ihre Heimspiele auf fremdem Eis auszutragen. Für die Vorbereitungsspiele sowie die ersten sechs Heimspiele der Saison 2008/09 wurde die Donau-Arena in Regensburg angemietet. Neben zusätzlichen Ausgaben bedeutete dies für den Verein eine Minderung der Einnahmen, da die Zuschauerzahlen im fremden Stadion unter den in Straubing erwarteten lagen.

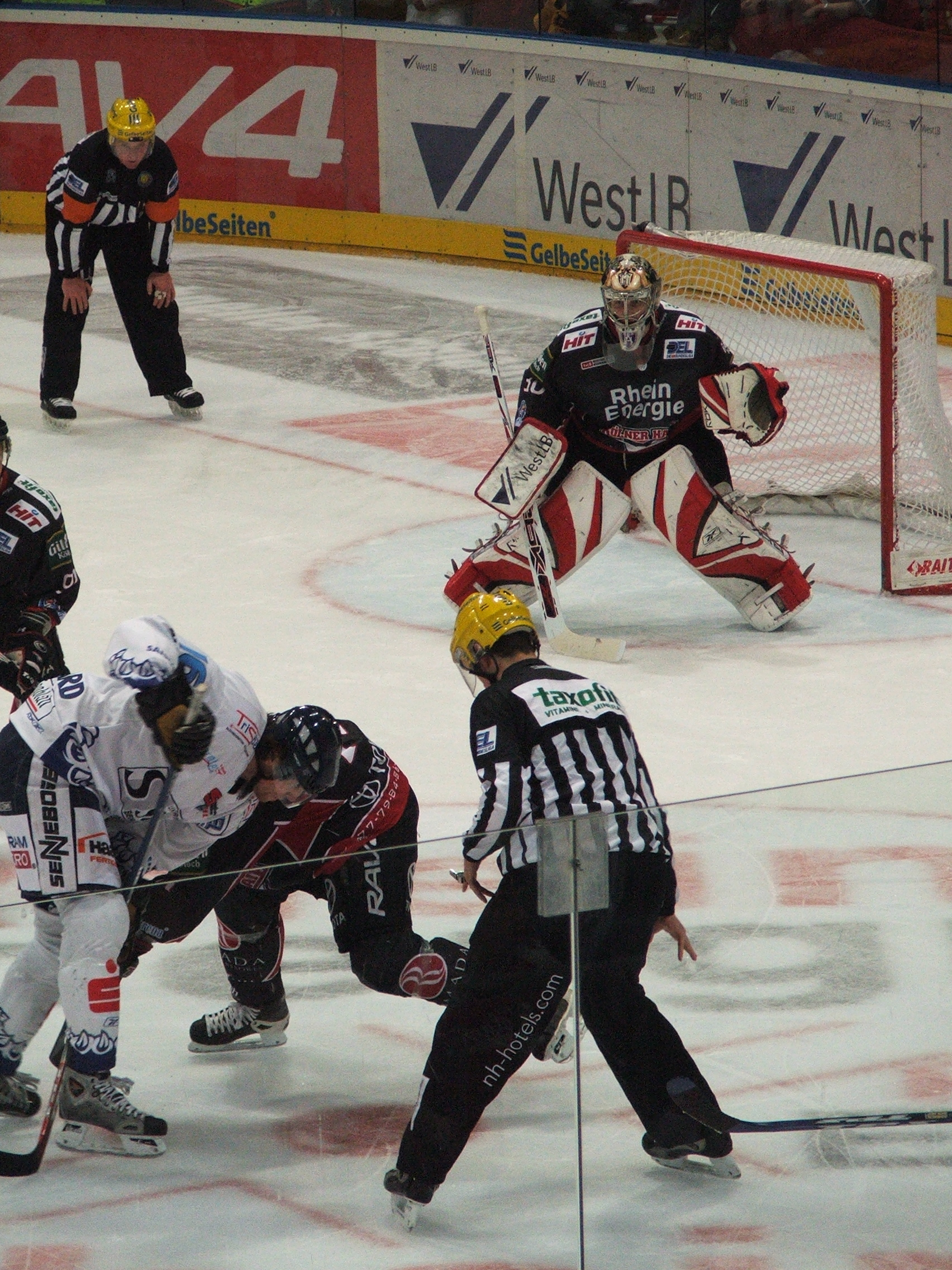
Spielszene aus dem Spiel Kölner Haie gegen Straubing Tigers

Mit dem Kanadier Jon Klemm stand erstmals in der Geschichte des Straubinger Eishockeys ein Stanley-Cup-Sieger auf dem Eis. Im Verlauf der Saison waren die Tigers lange im Rennen um die Pre-Play-offs dabei, verpassten diese letztlich mit 12 Punkten Abstand auf Platz zehn. Die Saison 2009/10 beendeten die Straubing Tigers ebenfalls auf dem 13. Tabellenplatz. Mit 70 Punkten und vier Punkten Rückstand auf Platz zehn erreichten die Tigers das beste Ergebnis seit dem Aufstieg in die DEL. Dass die Mannschaft in der Liga mithielt, bewiesen Siege gegen Berlin, Düsseldorf, Nürnberg und Frankfurt. Neben vielen Verletzten – dem Trainer stand zu keinem Zeitpunkt der Saison der komplette Kader zur Verfügung – war das größte Problem der Tigers das Toreschießen mit 149 Toren in 56 Spielen waren dies die wenigsten der Liga.
In der Saison 2010/11 belegte die Mannschaft erneut den 13. Tabellenplatz. Nach einer erfolgreichen ersten Saisonhälfte rutschte die Mannschaft nach einer Niederlagenserie im Januar in der Tabelle ab und verpasste das selbst gesetzte Ziel, das Erreichen von Platz zehn. Am 30. Januar 2011 wurde der Cheftrainer Jürgen Rumrich von seinen Aufgaben entbunden, der Kanadier Dean Fedorchuk übernahm das Traineramt bis zum Saisonende. Zum Saisonende verließ Publikumsliebling Bill Trew nach zwölf Jahren die Tigers, er war 1999 nach Straubing gekommen und als einziger Spieler an Aufstiegen von der Oberliga in die DEL beteiligt.
Die Saison 2011/12 war die bis dato erfolgreichste in der Vereinsgeschichte. Mit dem sechsten Platz in der Hauptrunde zog die Mannschaft erstmals in die Play-offs ein. Im Viertelfinale traf Straubing auf die Grizzly Adams Wolfsburg. Die Tigers gewannen die Best-of-seven-Serie gegen den Vizemeister des Vorjahres überraschend mit 4:0. Der Gegner im Halbfinale war der amtierende Meister Eisbären Berlin. Straubing unterlag in der Serie letztlich mit 1:3 Spielen. Nach zwei Niederlagen zum Auftakt der Serie gelang den Niederbayern ein 3:1-Sieg in Berlin, im vierten Spiel unterlag man jedoch dem späteren Meister im heimischen Stadion mit 2:4 und schied aus.
Die Tigers erreichten in der Saison 2012/13 erneut die Play-offs. Die Hauptrunde beendete die Mannschaft auf dem 9. Platz, zwei Punkte vor Platz 11, der nicht mehr für die Teilnahme an den Pre-Play-offs berechtigt hätte. In diesen setzten sich die Straubinger mit 2:0-Siegen gegen die Augsburger Panther durch. Im Viertelfinale unterlagen die Tigers dem Hauptrundenzweiten, den Kölner Haien, mit 1:4 Siegen.
Die Hauptrunde der DEL-Saison 2013/14 schloss Straubing auf dem 12. Platz ab und verpasste dadurch die Teilnahme an den Play-offs. Auch in der Saison 2014/15 gelang der Einzug in die Play-offs nicht. Die Mannschaft des neuen Trainers Rob Wilson, der bereits während der Saison durch Larry Mitchell ersetzt wurde, wurde 13. und damit Vorletzter der Vorrunde. In der Saison darauf konnte Straubing unter Mitchells Leitung die Playoffs erreichen, scheiterte im Viertelfinale dort am EHC Red Bull München.
In der Saison 2016/17 erreichte Straubing die Ausscheidungsspiele für die Endrunde, musste sich dort aber mit 0:2-Siegen den Eisbären Berlin geschlagen geben und verpasste somit die eigentlichen Playoffs. In der zweiten Partie gegen die Eisbären verlor man in der Verlängerung durch ein Gegentor in der 104. Minute. Dieses Spiel war bis dahin das längste der Straubinger Zugehörigkeit zur DEL. Am 15. März 2017 gab der Verein die Trennung von Trainer Mitchell bekannt, diese sei im Guten erfolgt, betonten beide Seiten.

### Die Ära unter Tom Pokel und internationale Erfolge (2017 bis 2025)
Im April 2017 wurde Bill Stewart als neuer Cheftrainer vorgestellt. Doch seine Amtszeit blieb kurz: Bereits Mitte Oktober 2017 wurde Stewart entlassen, nachdem die Mannschaft unter seiner Leitung acht der ersten 13 Saisonpartien verloren hatte und in der DEL auf den letzten Tabellenplatz abgerutscht war. Am 26. Oktober 2017 übernahm der US-Amerikaner Tom Pokel den Cheftrainerposten. Mit ihm wurde die Saison 2017/18 schließlich auf dem vorletzten Platz beendet. Doch die Leistungen unter Tom Pokel überzeugten, sodass dieser auch die folgende Saison 2018/19 hinter der Bande der Tigers stehen durfte. Der positive Trend setzte sich fort und das Team verpasste um lediglich zwei Punkte den direkten Einzug in die Playoffs. In den Pre-Playoffs spielten die Tigers als achtplatzierte gegen die Eisbären Berlin und mussten sich in der Best-of-Three Serie mit zwei Niederlagen geschlagen geben.
Im dritten Jahr unter Tom Pokels Führung erreichten die Straubing Tigers in der Saison 2019/20 mit dem dritten Platz in der Hauptrunde ihre beste Platzierung in der deutschen Eishockey Liga. Die Meister-Playoffs wurden wegen der COVID-19-Pandemie zwar nicht ausgetragen, dennoch konnten die Tigers auf eine erfolgreiche Saison zurückblicken. Des Weiteren wären die Tigers durch ihre Platzierung erstmals für die Champions Hockey League qualifiziert gewesen. Die CHL-Saison 2020/21 konnte jedoch ebenfalls wegen der COVID-19-Pandemie nicht stattfinden. Wegen der COVID-19-Pandemie wurden die Spiele der Saison 2020/21 als Geisterspiele durchgeführt. Außerdem fand der Liga-Betrieb in einem abgewandelten Modus in einer Nord- sowie einer Südgruppe statt. Die Tigers belegten in der Südgruppe den vierten Platz, wodurch sie sich erneut für die Teilnahme an den Playoffs qualifizierten. Im Viertelfinale mussten sie sich jedoch den Adler Mannheim geschlagen geben.
Die Erfolgsgeschichte unter Tom Pokel sollte sich in der Saison 2021/22 fortsetzen. Nach einer starken Hauptrunde war das niederbayerische Team mit Platz vier direkt für die Playoffs qualifiziert. Im Viertelfinale traf man wie schon im Jahr zuvor auf die Adler Mannheim und musste sich in der Best-of-Five Serie mit 1 zu 3 Spielen geschlagen geben. Durch den Gewinn der Meisterschaft der Eisbären Berlin war man jedoch mit dem vierten Platz in der Hauptrunde erneut für die Champions Hockey League qualifiziert. Die CHL-Saison 2022/23 konnte regulär stattfinden und so spielten die Straubing Tigers erstmals international. In der Gruppe mit Färjestad BK, Comarch Cracovia sowie dem EC VSV konnten sich die Tigers durchsetzen und die Gruppe sogar gewinnen. Im Achtelfinale der CHL trafen die Niederbayern auf Frölunda HC. Den Schweden unterlag das Team in den beiden Spielen mit 0:4 und 2:3. Dennoch war man mit dem Erreichen des Achtelfinals mehr als zufrieden. Auch in der heimischen Liga sollte der Erfolg nicht abreißen. Erneut erreichte das Team rund um Tom Pokel den vierten Platz, wodurch sie sich direkt für die Playoffs qualifizierten. Allerdings endeten die Playoffs wie schon im Vorjahr im Viertelfinale, nachdem man sich in einer knappen Best-of-Seven Serie im letzten Spiel mit 3 zu 4 Spielen gegen Grizzlys Wolfsburg geschlagen geben musste.
In die Saison 2023/24 starteten die Straubing Tigers erneut mit großem Erfolg. Die Hauptrunde beendete das Team auf Platz drei, wodurch sich die Niederbayern zum vierten Mal in Folge direkt für die Playoffs qualifizierten. Im Viertelfinale setzten sich die Straubinger in der Best-of-Seven Serie mit 4 zu 3 Siegen gegen die Schwenninger Wild Wings durch. Damit erreichten die Tigers nach 2012 zum zweiten Mal das Halbfinale der DEL-Playoffs. In der Halbfinalserie mussten sich die Straubing Tigers gegen die Eisbären Berlin, den späteren Meister, mit 1 zu 4 Spielen geschlagen geben. Der Erfolg spiegelte sich auch in den Zuschauerzahlen wider. Mit insgesamt 169.709 Zuschauern war die Saison 2023/24 die zuschauerstärkste Saison im Stadion am Pulverturm. Gleichzeitig markierte das Ende der Saison jedoch auch einen Umbruch. Nach 15 Jahren im Trikot der Tigers verließ der Kapitän Sandro Schönberger auf eigenen Wunsch das Team. Außerdem gab der HC Davos am 1. März 2024 bekannt, die Niederbayern zum ältesten internationalen Eishockeyturnier, dem Spengler Cup, einzuladen.
Durch das Erreichen des dritten Platzes in der Hauptrunde der Vorsaison stand für die Straubing Tigers in der CHL-Saison 2024/25 die zweite Teilnahme an der Champions Hockey League auf dem Plan. Im Vergleich zur vorherigen Teilnahme hatte sich der Spielmodus geändert, wodurch es keine Gruppenphase gab. Stattdessen spielten die Tigers in der „Regular Season“ zu Hause gegen SønderjyskE Ishockey, Skellefteå AIK sowie den HC Dynamo Pardubice. Auswärts gastierte man bei den ZSC Lions, Unia Oświęcim und Fribourg-Gottéron. Die Tigers beendeten die Regular Season mit 9 von möglichen 18 Punkten auf Rang 15, wodurch man sich für das Achtelfinale der Playoffs qualifizierte. In den Playoffs trafen die Niederbayern erneut auf die ZSC Lions, denen sie in den beiden Spielen mit 2:4 und 1:7 unterlagen.
Außerdem folgte das Team rund um Tom Pokel der Einladung aus Davos zum Spengler Cup 2024. In der Vorrunde trafen die Niederbayern zunächst auf den Gastgeber HC Davos, denen man sich mit 0:5 geschlagen geben musste. Im zweiten Spiel unterlag man mit 3:6 Team Canada. Als drittplatzierter der Gruppe Cattini traf Straubing im dritten Spiel auf den HC Dynamo Pardubice. Das Spiel gegen Pardubice konnten die Niederbayern mit 4:2 gewinnen und somit ins Halbfinale einziehen. Im Halbfinale trafen die Tigers erneut auf Team Canada, konnten sich diesmal jedoch mit 4:2 durchsetzen. So zogen die Niederbayern in das Finale ein und bestritten ihr fünftes Spiel innerhalb von fünf Tagen. Der straffe Zeitplan war dem Team im Finale jedoch kräftemäßig anzumerken und so verlor man gegen Fribourg-Gottéron deutlich mit 2:7. Trotzdem waren alle Beteiligten mit dem Einzug ins Finale mehr als zufrieden, schließlich waren die Tigers nach Köln erst der zweite Vertreter aus der DEL, der im Spengler Cup das Finale erreichen konnte.
Im Gegensatz zu den internationalen Leistungen in der Champions Hockey League sowie dem Spengler Cup starteten die Niederbayern mit wechselnden Leistungen in die DEL-Saison 2024/25. Die Saison war geprägt von starken Leistungen, wie dem mit 9:1 höchsten Sieg ihrer DEL-Geschichte gegen Augsburg, aber auch schwachen Leistungen. Auf ein Hoch mit 9 Siegen aus 11 Spielen ab Mitte Dezember 2024 folgte eine Niederlagenserie Ende Januar 2025. Nach fünf Niederlagen in Folge, unter anderem gegen vier der fünf letztplatzierten Teams, zog der sportliche Leiter Jason Dunham Konsequenzen, da er die „sportlichen Ziele gefährdet“ sah. So stellten die Tigers am 4. Februar 2025 auf Platz acht stehend nach über acht Jahren Zusammenarbeit Tom Pokel als Headcoach frei.

### Erfolge
- Spengler Cup Finalist 2024
- DEL Halbfinalist 2012, 2024
- Aufstieg in die DEL 2006
- DEL-Hauptrundendritter 2020, 2024
- Deutscher Zweitliga-Meister 2006
- Deutscher Zweitliga-Vizemeister 2005
- Aufstieg in die 2. Bundesliga 1975, 2000
- Aufstieg in die 1. Eishockey-Liga 1994, 1998
- Deutscher Oberliga-Meister 1975
- Vizemeister Oberliga Süd 1974, 1975
- Süddeutscher Meister 1971, 2000
- Aufstieg in die Oberliga/2. Liga 1971
- Aufstieg in die Oberliga 1987, 1992
- Deutscher Regionalliga-Meister 1987, 1992
- Aufstieg in die Regionalliga/3. Liga 1970
- Bayerischer Vizemeister 1969, 1984
- Aufstieg in die Bayernliga (4. Liga) 1968
- Aufstieg in die Bayerische Landesliga II. Liga 1948
- Bayerischer Kreisliga-Meister III. Liga 1948
- Aufstieg in die Bayerische Landesliga III. Liga 1960
- Bayerischer Kreisliga-Meister IV. Liga 1960
- Aufstieg in die Bayerische Landesliga IV. Liga 1965
- Bayerischer Kreisliga-Meister 1965
- Meister Bezirksliga Bayern Nord 2016 1b

## Mannschaft

### Kader der Saison 2024/25
Stand: 11. Juli 2025
| Nr. | Nat.               | Spieler           | Pos. | Geburtsdatum       | im Team seit | Geburtsort                            |
| --- | ------------------ | ----------------- | ---- | ------------------ | ------------ | ------------------------------------- |
| 1   | Deutschland        | Florian Bugl      | G    | 14. Mai 2002       | 2022         | Landshut, Deutschland                 |
| 40  | Norwegen           | Henrik Haukeland  | G    | 6. Dezember 1994   | 2025         | Fredrikstad, Norwegen                 |
| 21  | Deutschland        | Sebastian Wieber  | G    | 18. Januar 2003    | 2025         | Rosenheim, Deutschland                |
| 7   | Kanada             | Nicolas Beaudin   | D    | 7. Oktober 1999    | 2025         | Châteauguay, Québec, Kanada           |
| 92  | Deutschland        | Marcel Brandt     | D    | 8. Mai 1992        | 2018         | Dingolfing, Deutschland               |
| 9   | Deutschland        | Stephan Daschner  | D    | 5. August 1988     | 2018         | Ingolstadt, Deutschland               |
| 6   | Vereinigte Staaten | Alex Green        | D    | 18. Juni 1998      | 2024         | Chicago, Illinois, USA                |
| 17  | Deutschland        | Adrian Klein      | D    | 19. September 2003 | 2020         | Neustadt an der Waldnaab, Deutschland |
| 8   | Kanada             | Zac Leslie        | D    | 31. Januar 1994    | 2025         | Ottawa, Ontario, Kanada               |
| 13  | Deutschland        | Mario Zimmermann  | D    | 26. April 2001     | 2021         | Altötting, Deutschland                |
| 73  | Deutschland        | Linus Brandl      | C    | 1. April 2005      | 2023         | Mannheim, Deutschland                 |
| 19  | Deutschland        | Tim Brunnhuber    | C    | 19. Januar 1999    | 2019         | Eggenfelden, Deutschland              |
| 22  |                    | Mike Connolly – A | C    | 3. Juli 1989       | 2015         | Calgary, Alberta, Kanada              |
| 91  | Deutschland        | Tim Fleischer     | C    | 29. September 2000 | 2024         | Iserlohn, Deutschland                 |
| 71  | Vereinigte Staaten | Nick Halloran     | RW   | 13. Mai 1997       | 2025         | Draper, Utah, USA                     |
| 75  |                    | Elis Hede         | F    | 20. Januar 2001    | 2024         | Pori, Finnland                        |
| 53  | Deutschland        | Danjo Leonhardt   | F    | 22. August 2002    | 2024         | Großburgwedel, Deutschland            |
| 38  | Deutschland        | Stefan Loibl      | RW   | 24. Juni 1996      | 2025         | Straubing, Deutschland                |
| 18  |                    | Tyler Madden      | C    | 9. November 1999   | 2025         | Albany, New York, USA                 |
| 86  |                    | Skyler McKenzie   | LW   | 20. Januar 1998    | 2024         | Sherwood Park, Alberta, Kanada        |
| 37  | Vereinigte Staaten | Josh Melnick      | C    | 10. Juli 1995      | 2025         | Annandale, New Jersey, USA            |
| 25  | Deutschland        | Tobias Schwarz    | F    | 5. April 2006      | 2024         | Landshut, Deutschland                 |
| 20  | Kanada             | Justin Scott      | C    | 13. August 1995    | 2023         | Burlington, Ontario, Kanada           |
| 39  | Deutschland        | Simon Seidl       | F    | 4. Juni 2006       | 2024         | Deggendorf, Deutschland               |
| 90  | Deutschland        | Filip Varejcka    | F    | 9. Januar 2001     | 2025         | München, Deutschland                  |

Trainerstab
| Tätigkeit      | Nat.               | Name                | Geburtsdatum     | Im Team seit | Geburtsort                 |
| -------------- | ------------------ | ------------------- | ---------------- | ------------ | -------------------------- |
| Trainer        | Kanada             | Craig Woodcroft     | 3. Dezember 1969 | 2025         | Toronto, Ontario, Kanada   |
| Assistent      | Kanada             | Marc-André Gragnani | 11. März 1987    | 2025         | Île Bizard, Québec, Kanada |
| Sportl. Leiter | Kanada–Deutschland | Jason Dunham        | 21. März 1970    | 2011         | Edmonton, Alberta, Kanada  |

### Bedeutende frühere Mannschaften

#### Zweitliga-Meistermannschaft 2005/06
Die Mannschaft der Straubing Tigers aus der Saison 2005/06 erreichte nach einer durchwachsenen Vorrunde zunächst den fünften Rang, konnte sich jedoch im Verlauf der Play-offs durchsetzen und gewann das Finale gegen den Hauptrundenersten REV Bremerhaven mit 3:2 Spielen. Die damit verbundene Zweitliga-Meisterschaft bedeutete den erstmaligen Aufstieg einer Straubinger Eishockey-Mannschaft in die höchste Spielklasse.
Chef-Trainer zu Beginn der Saison war Peter Draisaitl. Da es jedoch zu viele Probleme zwischen Trainer und Team sowie den Funktionären gab, kündigte der ehemalige Nationalspieler schließlich am 5. Februar 2006 und der Schwede Olle Öst übernahm. Als Dank für den mit ihm erreichten Aufstieg wurde er 2007 mit einer Ehrenfahne unter dem Stadiondach bedacht.
Thomas Greilinger (39) stand zwar unter Vertrag, konnte jedoch aufgrund einer Knieverletzung keine Trainingseinheit absolvieren. Niklas Hede (8) verließ die Tigers bereits während der Saison Richtung Hamburg Freezers, der Vertrag mit Thomas Kulzer (57) wurde nach 23 Spielen aufgelöst. Bei allen drei handelt es sich um Stürmer.
Andreas Lupzig, Kapitän der Mannschaft, zog sich vor Saisonbeginn eine erneute Knieverletzung zu und musste seine Karriere beenden. Das Amt des Kapitäns übernahm daraufhin Josef Lehner.
| Position      | Name (Rückennummer) |
| Tor:          | Mike Bales (1), Andreas Gegenfurtner (30), Christian Hamberger (35) |
| Verteidigung: | Dallas Fallscheer (6), Robert Dietrich (20), Vitali Janke (23), Calvin Elfring (24), Christian Schönmoser (44), Raphael Kapzan (61), Gordon Borberg (78), Josef Lehner (C) (91) |
| Sturm:        | Marcel Juhasz (3), Max Seyller (5), Stefan Mann (9), Jason Dunham (10), Martin Schymainski (12), John Hecimovic (18), Norm Batherson (19), Thomas Wilhelm (25), Steve Palmer (26), Ingo Angermann (38), Bill Trew (41), Trevor Gallant (71), Aaron Fox (76), Lukas Hausmanninger (86) |
| Trainer:      | Olle Öst (Chef-Trainer), Günther Preuß (Co-Trainer) |

(C) = Mannschaftskapitän, (A) = Assistenzkapitän

## Spieler

### Gesperrte Trikotnummern
Bislang wurden offiziell die Rückennummern von fünf Spielern aufgrund ihrer Verdienste für den Verein „gesperrt“, das heißt, sie werden nicht mehr an aktive Spieler vergeben. Zur Erinnerung an die Ausgezeichneten wurden Banner mit den entsprechenden Nummern unter dem Dach des Eisstadions am Pulverturm angebracht. Eine sechste Fahne ist dem Meisterschaftstrainer Olle Öst gewidmet, in dessen Amtszeit der Aufstieg in die DEL gelang.
(Teamzugehörigkeit und Position in Klammern)
| - Jiří Wabnegger – #4 (1970–1978/1982–1984, Stürmer/Trainer) Wabnegger war von 1970 bis 1978 als Spieler und zeitweise gleichzeitig als Trainer für den TSV Straubing tätig. Von 1982 bis 1984 übernahm er nochmals das Traineramt beim EHC Straubing. Neben seiner Tätigkeit als Cheftrainer betreute er über lange Jahre den Nachwuchs des EHC Straubing und prägte eine ganze Generation junger Spieler.                                     | - Doug Kirton – #11 (1991–1997, Stürmer) Kirton spielte von 1991 an für den EHC Straubing. Er war Kapitän und Führungsspieler der Mannschaft und bildete zusammen mit Ed Zawatsky ein torgefährliches Sturmduo. In 282 Spielen erreichte er 613 Scorerpunkte für den EHC Straubing. Kirton wurde von den Straubinger Fans zum besten Stürmer des 20. Jahrhunderts gewählt. |
| - Günther Lupzig – #14 (1974–1992, Stürmer) Lupzig spielte in seiner 18 Jahre andauernden aktiven Zeit insgesamt 510 Mal für den TSV und den EHC. Mit 810 Scorerpunkten ist er der beste Scorer des Vereins aller Zeiten. Lupzig blieb dem EHC Straubing während seiner ganzen Karriere treu, blieb trotz mehrerer Angebote von höherklassigen Vereinen in Straubing und stand auch in sportlich weniger erfolgreichen Zeiten zu seinem Verein. | - Bill Trew – #41 (1999–2011, Stürmer): Bill Trew kam 1999 während der Saison vom Gefrater EV zu den Straubing Tigers, die damals in der Oberliga spielten. Trew ist der einzige Straubinger Spieler, der den Aufstieg von der Oberliga über die 2. Bundesliga in die DEL aktiv miterlebt hat. In seinen 12 aktiven Jahren hat er insgesamt 565 Spiele bestritten und belegt mit 617 Scorerpunkten Platz 2 der ewigen Scorertabelle des Vereins. Am 14. März 2011 gaben die Straubing Tigers bekannt, dass Trews Nummer 41 nicht mehr vergeben wird. In der Saison 2014/2015 trug mit Manuel Wiederer ein Spieler die Rückennummer 41. - Calvin Elfring – #24 (2004–2013, Verteidiger) |

### Mitglieder der Hockey Hall of Fame Deutschland
In die „Hall of Fame“ des deutschen Eishockeymuseums werden Persönlichkeiten aufgenommen, die sich um den Eishockeysport in Deutschland verdient gemacht haben. Von den aufgenommenen Akteuren wirkten in Straubing:
(Teamzugehörigkeit und Position in Klammern)
| - Peter Draisaitl (2005–2006, Trainer) Der 146-malige deutsche Nationalspieler wurde in Tschechien geboren, spielte zunächst beim Mannheimer ERC und gewann in der Saison 1994/95 die deutsche Meisterschaft mit den Kölner Haien. In der Saison 2005/06 stand Draisaitl als Trainer bei den Straubing Tigers unter Vertrag. | - Georg Franz (1982–1983, 1998–2002, Sturm) Franz begann seine Karriere beim EHC Straubing, nach dessen Konkurs er 1982 zum SB Rosenheim wechselte. Mit Rosenheim wurde der Angreifer 1985 und 1989 Deutscher Meister, seinen dritten Meistertitel feierte er 1994 mit dem EC Hedos München. Zudem bestritt Franz 135 Spiele für die deutsche Nationalmannschaft. | - Erich Kühnhackl (2006–2007, Trainer) Der Angreifer gewann mit dem EV Landshut und dem Kölner EC vier deutsche Meisterschaften und bestritt mit der deutschen Nationalmannschaft sieben Weltmeisterschaften sowie die Olympischen Winterspiele 1976, bei denen er mit dem Team die Bronzemedaille gewann, und 1984. Anschließend arbeitete Kühnhackl als Trainer, unter anderem von 2006 bis 2007 bei den Tigers. |
| - Jürgen Rumrich (2007–2011, Co-Trainer, Teammanager, Trainer) Rumrich spielte in der Deutschen Eishockey Liga für die Berlin Capitals, die Kassel Huskies, die Nürnberg Ice Tigers sowie die Hamburg Freezers, bei denen er seine aktive Karriere beendete. 2007/08 ging der 182-fache Nationalspieler zu den Straubing Tigers in die DEL, um dort als Co-Trainer zu arbeiten. 2008 wurde er zudem Teammanager, seit 2009 war er Trainer der Tigers, ehe er im Januar 2011 beurlaubt wurde. | - Peter Scharf (1990–1991, Verteidigung) Der Verteidiger gewann mit dem SB Rosenheim 1982 und 1985 die Deutsche Meisterschaft und gelangte schließlich über den EC Bad Tölz zum EHC Straubing, wo er seine aktive Karriere nach der Regionalligasaison 1990/91 beendete. Bis 1985 absolvierte Scharf zudem 138 Spiele für die deutsche Nationalmannschaft.        | |

### Vereinsinterne Rekorde in der DEL
(Stand: Ende Saison 2024/25)

#### Gesamtführende (Hauptrunde)
| Rekordspieler |                    |        |
| Platz         | Spieler            | Spiele |
| 1.            | Sandro Schönberger | 652    |
| 2.            | Mike Connolly      | 473    |
| 3.            | Marcel Brandt      | 439    |
| 4.            | René Röthke        | 416    |
| 5.            | Andy Canzanello    | 376    |

| Top-Scorer |                 |               |
| Platz      | Spieler         | Punkte (T/A)  |
| 1.         | Mike Connolly   | 395 (116/279) |
| 2.         | Marcel Brandt   | 229 (81/148)  |
| 3.         | Jeremy Williams | 188 (100/88)  |
| 4.         | René Röthke     | 184 (77/107)  |
| 5.         | Karl Stewart    | 181 (81/100)  |

| Top-Torschützen |                    |      |
| Platz           | Spieler            | Tore |
| 1.              | Mike Connolly      | 116  |
| 2.              | Jeremy Williams    | 100  |
| 3.              | Karl Stewart       | 81   |
| 3.              | Marcel Brandt      | 81   |
| 5.              | Sandro Schönberger | 78   |

| Top-Vorlagengeber |                 |          |
| Platz             | Spieler         | Vorlagen |
| 1.                | Mike Connolly   | 279      |
| 2.                | Marcel Brandt   | 148      |
| 3.                | Andy Canzanello | 112      |
| 4.                | Laurent Meunier | 109      |
| 5.                | René Röthke     | 107      |

| Strafminuten |                    |         |
| Platz        | Spieler            | Minuten |
| 1.           | Andy Canzanello    | 561     |
| 2.           | Éric Meloche       | 492     |
| 3.           | Karl Stewart       | 450     |
| 4.           | Sandro Schönberger | 424     |
| 5.           | René Röthke        | 423     |

| Shut-outs |                  |    |
| Platz     | Spieler          | SO |
| 1.        | Jason Bacashihua | 6  |
| 1.        | Mike Bales       | 6  |
| 3.        | Matt Climie      | 5  |
| 3.        | Sebastian Vogl   | 5  |
| 3.        | Jeff Zatkoff     | 5  |

#### Saisonrekorde
| Top-Scorer |                 |        |         |
| Platz      | Spieler         | Punkte | Saison  |
| 1.         | Jason Akeson    | 68     | 2021/22 |
| 2.         | Jeremy Williams | 57     | 2018/19 |
| 3.         | Taylor Leier    | 55     | 2022/23 |
| 4.         | Mike Connolly   | 53     | 2021/22 |
| 5.         | Éric Chouinard  | 52     | 2007/08 |
| 5.         | Mike Connolly   | 52     | 2018/19 |

| Top-Torschützen |                 |      |         |
| Platz           | Spieler         | Tore | Saison  |
| 1.              | Éric Chouinard  | 30   | 2007/08 |
| 1.              | Jeremy Williams | 30   | 2018/19 |
| 3.              | Bill Trew       | 27   | 2008/09 |
| 4.              | Blaine Down     | 26   | 2013/14 |
| 5.              | Jason Akeson    | 24   | 2021/22 |

| Top-Vorlagengeber |               |          |                 |
| Platz             | Spieler       | Vorlagen | Saison          |
| 1.                | Jason Akeson  | 44       | 2021/22         |
| 2.                | Mike Connolly | 39       | 2016/17         |
| 3.                | Mike Connolly | 37       | 2018/19         |
| 4.                | Taylor Leier  | 34       | 2022/23         |
| 4.                | Mike Connolly | 34       | 2021/22 2023/24 |
| 4.                | Ryan Ramsay   | 34       | 2011/12         |

| Strafminuten |               |              |         |
| Platz        | Spieler       | Strafminuten | Saison  |
| 1.           | Sena Acolatse | 173          | 2018/19 |
| 2.           | Éric Meloche  | 148          | 2008/09 |
| 3.           | Brian Maloney | 136          | 2008/09 |
| 4.           | Karl Stewart  | 133          | 2010/11 |
| 5.           | Blaine Down   | 126          | 2013/14 |

#### Sonstige Rekorde
- Meiste Tore in einem Spiel: Blaine Down (2012/13: 4 Tore am 26. Dezember 2012 gegen ERC Ingolstadt)
- Meiste Assists in einem Spiel: Laurent Meunier (2013/14: 4 Assists)
- Meiste Scorerpunkte in einem Spiel: Jason Akeson (2021/22) und Derek Hahn (2010/11): jeweils 5 Punkte
- Meiste Powerplay-Tore in einer Saison: Travis St. Denis (2021/22: 12 Powerplay-Tore)
- Meiste Unterzahl-Tore in einer Saison: Éric Meloche (2007/08: 5 Unterzahl-Tore)
- Beste Plus/Minus-Bilanz in einer Saison: Marcel Brandt (2022/23: +33)

- Meiste gehaltene Schüsse: Jason Bacashihua (2012–2015: 3829 gehaltene Schüsse)
- Meiste gehaltene Schüsse in einer Saison: Jason Bacashihua (2013/14: 1478 gehaltene Schüsse)
- Meiste gehaltene Schüsse in einem Spiel: Jason Bacashihua (2013/14: 51 gehaltene Schüsse)
- Bester Gegentorschnitt in einer Saison: Florian Bugl (2023/24: 2,06 Gegentore pro Spiel)

- Meiste Spiele in Folge mit mindestens einem Scorerpunkt: Derek Hahn (2010/11: 12 Spiele in Folge)
- Meiste Spiele in Folge mit mindestens einem Tor: Bill Trew (2008/09: 7 Spiele in Folge)

### Bedeutende ehemalige Spieler
(Teamzugehörigkeit und Position in Klammern)
| - Tobias Abstreiter (2006–2008, Sturm) Der gebürtige Landshuter Abstreiter spielte ab 2006 für den DEL-Aufsteiger Straubing. Neben Straubing spielte der Stürmer unter anderem beim EV Landshut, bei Hedos München, den Kölner Haien und den Kassel Huskies in der höchsten deutschen Spielklasse. Abstreiter wurde 1994 und 1995 Deutscher Meister und absolvierte 48 Länderspiele für die deutsche Nationalmannschaft. - Calvin Elfring (2004–2013, Verteidigung) Der Kanadier kam 2004 zur Zweitligamannschaft und hatte maßgeblichen Anteil an der Meisterschaft und dem Aufstieg in die DEL. Er etablierte sich schnell in der höchsten Spielklasse und entwickelte sich zu einem der beständigsten Verteidiger. In 9 Jahren bestritt Elfring insgesamt 470 Spiele für die Tigers. - Bob Laycock (1978–1981, Sturm) Der Star des TSV Straubing in den späten siebziger Jahren erreichte in nur drei Jahren 332 Scorerpunkte und wechselte anschließend zum Erstligisten EV Landshut, mit dem er schließlich 1983 die Deutsche Meisterschaft gewinnen konnte. Im Jahr 1984 beendete er seine aktive Eishockeykarriere. | - Robin Laycock (1979–1981, Sturm) Der Kanadier wechselte ein Jahr nach seinem Bruder aus der kanadischen Juniorenliga AJHL nach Straubing und bildete mit ihm ein Sturmduo, das dem TSV den Beinamen TSV Laycock einbrachte. Zusammen mit Bob wechselte Robin Laycock anschließend zum EV Landshut, mit dem er 1983 ebenfalls Deutscher Meister werden konnte. - Andreas Lupzig (Straubing Tigers, 2003–2005, Sturm) Der gebürtige Straubinger spielte für den EV Landshut in der Bundesliga sowie in der DEL für die Kölner Haie, mit denen er 1995 Deutscher Meister wurde, die Revierlöwen Oberhausen und die Nürnberg Ice Tigers. Seine Karriere beendete der ehemalige Nationalspieler 2005 bei seinem Heimatverein in Straubing. - Christian Penzkofer (1986–1996, 1999–2004, Sturm) Penzkofer absolvierte zwischen 1986 und 2004 615 Partien für den EHC Straubing und ist damit bis heute Rekordspieler der Bayern. Unterbrochen wurde sein Engagement in Straubing lediglich durch drei Jahre beim EV Regensburg und dem Deggendorfer EC. Insgesamt stand er 15 Jahre beim EHC unter Vertrag und ist damit einer der beständigsten Spieler. | - Eddie Zawatsky (1993–1997, Sturm) Zawatsky bildete zusammen mit Kirton das erfolgreichste kanadische Sturmduo des EHC Straubing in der Oberliga und beendete seine Karriere nach einem einjährigen Engagement beim EHC Neuwied im Jahr 2002 beim Zweitligisten EV Landshut. - Peter Zankl (TSV Straubing 1978–1981, EHC Straubing 1994–1998, Tor) Der gebürtige Straubinger begann seine Karriere beim TSV und stand anschließend für den EC Bad Nauheim, den Kölner EC, Eintracht Frankfurt und den EC Hedos München in der Bundesliga auf dem Eis. Nach der Meisterschaft 1994 kehrte er in die Oberliga zum EHC Straubing zurück, wo er seine Karriere 1998 beendete. |

### Teilnahmen von Spielern am All-Star-Game
Drei Spieler der Straubing Tigers wurden für das DEL All-Star-Game nominiert, ein Freundschaftsspiel, welches von 1998 bis 2009 jährlich stattfand und in dem die herausragendsten Spieler der Deutschen Eishockey Liga gegeneinander antraten.
| Teilnahmen am All-Star-Game während der Teamzugehörigkeit |             |              |             |
| Name                                                      | Position    | Teilnahme(n) | Team        |
| Josef Lehner                                              | Verteidiger | 2007         | Europa      |
| Eric Chouinard                                            | Stürmer     | 2008         | Nordamerika |
| Bill Trew                                                 | Stürmer     | 2009         | Europa      |

Zudem standen bereits zweimal Straubinger Trainer beim All-Star Game hinter der Bande: Erich Kühnhackl war 2007 Coach des Team Europa, Bob Manno war 2009 für die Mannschaft Nordamerikas verantwortlich.

## Trainer

### TSV Straubing (bis 1981)
| Trainer des TSV Straubing (bis 1981) |                                 |
| Saison                               | Trainer                         |
| 1965–1969                            | Rudi Wagner                     |
| 1969/70                              | Zdeněk Haber (Spielertrainer)   |
| 1970/71                              | Jiří Wabnegger (Spielertrainer) |
| 1971–1976                            | Rudi Wagner                     |
| 1975–1978                            | Jiří Hanzl                      |
| 1978–1980                            | Rudi Hejtmanek                  |
| 1980–Dezember 1980                   | Vladimír Čechura                |
| Dezember 1980–1981                   | Paul Dixon                      |

Trainer der Eishockeyabteilung des TSV Straubing war von 1965 bis 1969 Rudi Wagner. 1969 kam der tschechoslowakische Nationalspieler Zdeněk Haber von Skoda Pilsen als Spielertrainer nach Straubing. Mit ihm gelang der Aufstieg in die Regionalliga. Nachdem Haber 1970 keine Arbeitserlaubnis mehr erhalten hatte, wurde Jiří Wabnegger sein Nachfolger, der mit Haber zusammen in Pilsen gespielt hatte und ebenfalls als Spielertrainer zum TSV kam. Unter Wabnegger gelang 1971 der Aufstieg in die Oberliga, die damals zweithöchste deutsche Spielklasse. Von 1971 an betreute wieder Rudi Wagner die Mannschaft, die in dieser Zeit in der zweit- und dritthöchsten Liga spielte. 1975 übernahm mit Jiří Hanzl ein weiterer tschechoslowakischer Nationalspieler, er blieb bis 1978 Trainer des TSV. Sein Nachfolger wurde Rudi Hejtmanek, unter dem mit dem 4. Platz in der 2. Bundesliga der bis dahin größte Erfolg in der Vereinsgeschichte gelang. In der Saison 1980/81 kam mit Vladimír Čechura ein neuer Trainer an den Pulverturm. Nach einer enttäuschenden Platzierung wurde Čechura bereits im Dezember 1980 von dem Kanadier Paul Dixon abgelöst, der bis kurz zuvor für den TSV gespielt hatte.

### EHC Straubing (1981 bis 2002)
| Trainer des EHC Straubing |                    |                      |                                                  |
| Saison                    | Trainer            | Saison               | Trainer                                          |
| 1981                      | Kurt Schloder      | 1989/90              | Richard Neubauer                                 |
| 1981–1982                 | Bob Jastremsky     | 1990/91              | Libor Havlíček (Spielertrainer) Richard Neubauer |
| 1982–Oktober 1982         | Mike Daski         | 1991–1993            | Vladimír Dzurilla                                |
| Oktober 1982–1984         | Jiří Wabnegger     | 1993–1996            | Franz Hejčík                                     |
| 1984–1986                 | Bohumil Kratochvíl | 1996/97              | Don Depoe                                        |
| 1986 – November 1987      | Michael Mauer      | 1997–1999            | Wolfgang Dylla                                   |
| November 1987–1988        | Richard Neubauer   | 1999 – Dezember 2001 | Gerd Wittmann                                    |
| 1988/89                   | Bohumil Kratochvíl | Dezember 2001–2002   | Kevin Gaudet                                     |

Der erste Trainer des neugegründeten EHC Straubing war Kurt Schloder. Er startete mit dem EHC in die Zweitliga-Saison 1981/82, wurde aber bereits während dieser von dem Kanadier Bob Jastremsky abgelöst. Mit ihm schaffte man den Klassenerhalt, so dass der Kanadier Mike Daski die Mannschaft 1982/83 ebenfalls in der 2. Bundesliga betreute. Auf Daski folgte bereits im Oktober 1982 der ehemalige TSV-Spieler Jiří Wabnegger, der dem Team bis zum Ende der Saison und in der folgenden Spielzeit 1983/84 vorstand. Kurz nach Beginn der Saison 1984/85 übernahm Bohumil Kratochvíl als Spielertrainer, nachdem sich Wabnegger frustriert zurückgezogen hatte. Kratochvíl blieb auch in der kommenden Saison 1985/86 als Spielertrainer tonangebend in Straubing. Michael Mauer übernahm das Traineramt in der Saison 1986/87, in der der Aufstieg aus der Regionalliga in die Oberliga gelang. In die Saison 1987/88 startete man noch mit Mauer, der jedoch schon im November von Richard Neubauer abgelöst wurde. Für die Saison 1988/89 übernahm wieder Bohumil Kratochvíl das Traineramt, ein Jahr später stand abermals Richard Neubauer an der Bande. Nach dem Abstieg in die Regionalliga holte man für die Saison 1990/91 den dreimaligen Weltmeister Libor Havlíček als Spielertrainer nach Straubing. Während der Saison übernahm erneut Richard Neubauer das Zepter, das Saisonende bestritt man aber unter Spielertrainer Havlicek. Anschließend kam mit dem Tschechen Vladimír Dzurilla ein weiterer dreimaliger Weltmeister als Trainer an den Pulverturm. Mit ihm gelang 1992 die Regionalliga-Meisterschaft, in der Saison 1992/93 spielte man wieder in der Oberliga. Dzurillas Nachfolger war von 1993 bis 1996 Franz Hejčík. Unter seiner Leitung konnte sich der EHC Straubing wieder in der Oberliga – ab 1994 hieß sie 1. Liga – etablieren. Vor der Saison 1996/97 setzte man in den neuen Trainer Don Depoe große Erwartungen, konnte die eigenen Ziele jedoch nicht erreichen und stieg schließlich ab. 1997 wurde Wolfgang Dylla, der in den 70er Jahren selbst in Straubing gespielt hatte, Trainer des EHC. Nachdem man als Nachrücker 1998 wieder in die 1. Liga aufgestiegen war, konnte man die Klasse unter Dylla in der Saison 1998/99 halten. Von der Saison 1999/2000 an stand Gerd Wittmann in Straubing an der Bande, mit ihm konnte man 2000 in die 2. Bundesliga aufsteigen. Die Klasse konnte 2000/01 gehalten werden, nach einem schwachen Saisonstart in der Saison 2001/02 trennte sich der Verein im Dezember 2001 von Wittmann. Sein Nachfolger wurde der Kanadier Kevin Gaudet, der zuvor schon die Hannover Scorpions in der DEL trainiert hatte.

### Straubing Tigers (seit 2002)
| Trainer der Straubing Tigers (seit 2002) |                 |
| Saison                                   | Trainer         |
| 2002–21. November 2004                   | Kevin Gaudet    |
| 26. November 2004 – 2005                 | Daniel Naud     |
| 2005–5. Februar 2006                     | Peter Draisaitl |
| 7. Februar 2006 – April 2006             | Olle Öst        |
| 2006–23. November 2007                   | Erich Kühnhackl |
| 27. November 2007 – 2009                 | Bob Manno       |
| 2009 – 30. Januar 2011                   | Jürgen Rumrich  |
| 31. Januar 2011 – 2011                   | Dean Fedorchuk  |
| 2011 – 2014                              | Dan Ratushny    |
| 2014 – 21. November 2014                 | Rob Wilson      |
| 6. Dezember 2014 – 2017                  | Larry Mitchell  |
| April 2017 – 18. Oktober 2017            | Bill Stewart    |
| 26. Oktober 2017 – 4. Februar 2025       | Tom Pokel       |
| seit 5. Februar 2025                     | Craig Woodcroft |

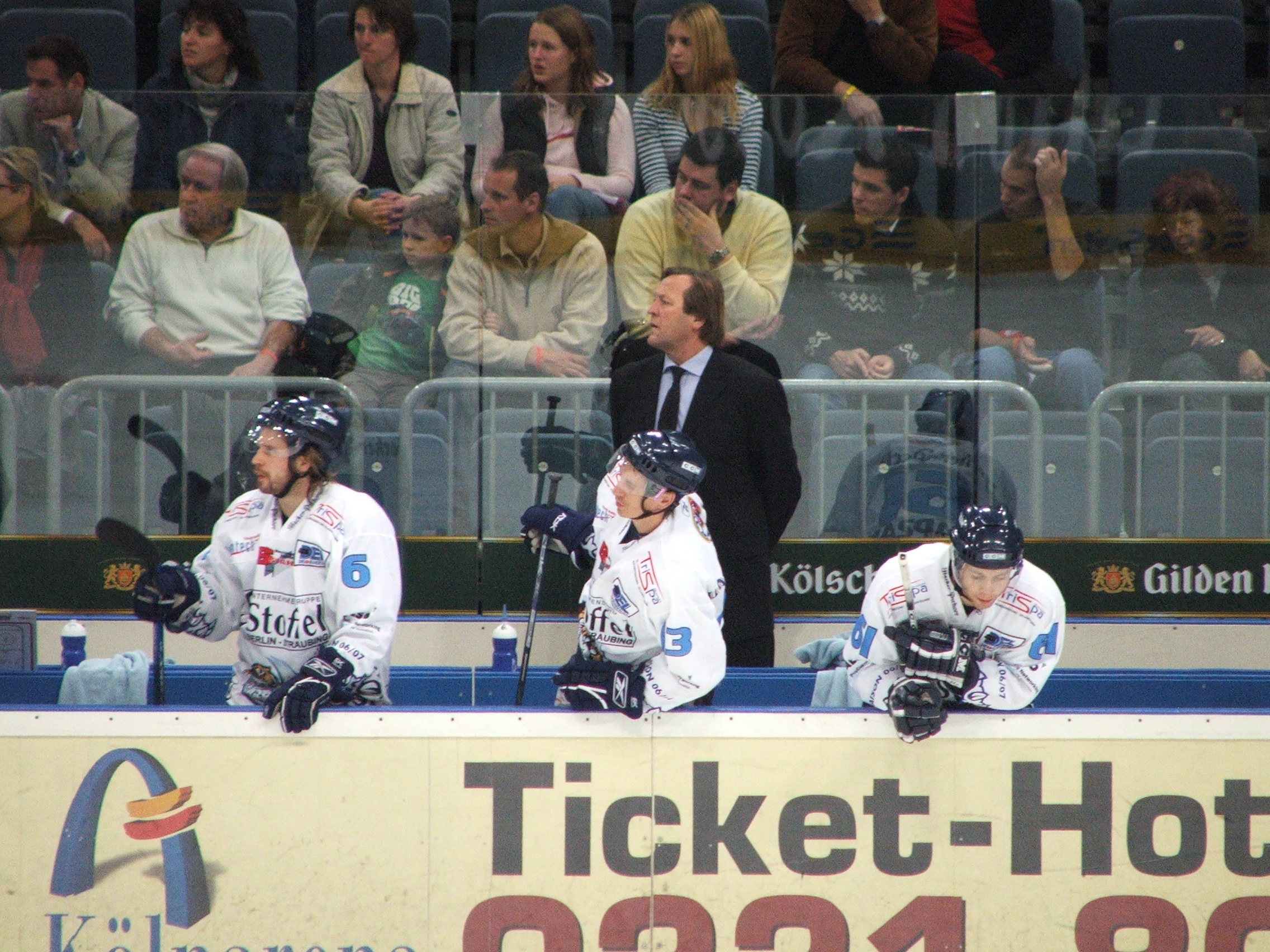
Erich Kühnhackl, ehemaliger Trainer der Tigers

Gaudet ging mit der Mannschaft, nachdem er diese im Dezember 2001 übernommen hatte, auch in das Premierenjahr der Tigers 2002. Nach mäßigen Erfolgen in den Jahren 2002/03 und 2003/04 – man hatte zwar die Playoffs in der 2. Bundesliga erreicht, scheiterte aber jeweils in der ersten Runde – verließ Gaudet im November 2004 die Tigers und kehrte nach Hannover in die DEL zurück. Eine Woche später konnte mit Daniel Naud der Nachfolger präsentiert werden. Dieser blieb bis zum Ende der Saison 2004/05 Trainer der Straubinger, ein Angebot über die Fortsetzung seiner Tätigkeit lehnte er ab. Das Traineramt übernahm fortan der ehemalige Nationalspieler Peter Draisaitl. Die Zusammenarbeit mit ihm gestaltete sich jedoch schwierig, die Verantwortlichen sprachen von Differenzen mit der Mannschaft und der Vereinsführung. Als Konsequenz trennten sich die Tigers noch während der Saison 2005/06 von Draisaitl. Kurz vor dem Ende der Hauptrunde sprang im Februar 2006 der Schwede Olle Öst ein und übernahm den vakanten Posten. Unter seiner Führung gelang den Tigers die Meisterschaft in der 2. Bundesliga und damit der Aufstieg in die Deutsche Eishockey Liga. Nachdem Öst auf eigenen Wunsch hin nur bis zum Saisonende Übungsleiter der Tigers blieb, begab man sich wiederum auf Trainersuche. Den Trainer der ersten DEL-Saison fand man im „deutschen Eishockeyspieler des Jahrhunderts“ Erich Kühnhackl. Unter seiner Leitung konnte die Mannschaft die Erwartungen mehr als erfüllen, man erreichte in der Saison 2006/07 den 12. Platz. Nach einem sensationellen Saisonstart 2007/08 folgte die Ernüchterung, als das Team nach einer Negativserie in den Tabellenkeller abrutschte. Nach wütenden Fanprotesten wurde Kühnhackl als Folge der sportlichen Talfahrt im November 2007 entlassen. Mit dem Italo-Kanadier Bob Manno wurde bereits eine Woche später der Nachfolger Kühnhackls präsentiert. Manno übernahm das Traineramt zunächst bis zum Ende der Saison, verlängerte aber seinen Vertrag im Februar 2008 um ein Jahr bis zum Ende der Saison 2008/09. Nach der Spielzeit verließ der Kanadier Straubing, seine Nachfolge übernahm der bisherige Co-Trainer Jürgen Rumrich. Rumrich blieb bis zum 30. Januar 2011 Cheftrainer der Bayern, als er nach einer Niederlagenserie von seinen Aufgaben entbunden wurde. Bereits einen Tag später gab die Vereinsführung bekannt, dass der Kanadier Dean Fedorchuk die Mannschaft bis zum Saisonende trainiert. Nachfolger wurde sein Landsmann Dan Ratushny, der zuvor den schweizerischen EHC Olten trainiert hatte. Unter ihm erreichten die Tigers 2012 erstmals die Play-offs, der Kanadier wurde zudem als Trainer des Jahres in der DEL ausgezeichnet. 2014 wurde Rob Wilson Trainer der Straubing Tigers, er war in der Vorsaison Trainer des Italienischen Meisters Ritten Sport. Nachdem die sportlichen Ziele nicht erreicht wurden, wurde Wilson am 21. November 2014 beurlaubt. Übergangsweise übernahm der Co-Trainer Bernhard Englbrecht den Trainerposten, ehe am 6. Dezember 2014 Larry Mitchell als Nachfolger vorgestellt wurde.
Kurz nach dem Saisonende 2016/17 erfolgte die Trennung von Mitchell. Aus dessen Amtszeit blieb vor allem das Playoff-Viertelfinale gegen München im Frühjahr 2016 in Erinnerung.
Im April 2017 wurde der erfahrene Kanadier Bill Stewart als neuer Cheftrainer verpflichtet. Stewart, der die Adler Mannheim 2001 zum deutschen Meistertitel führte und ebenfalls für Krefeld, Hamburg und Köln in der DEL arbeitete, eilte der Ruf des Enfant terrible der Trainergilde voraus. Bei seiner Verpflichtung durch die Straubinger erklärte er: „Ich habe in Europa schon einiges erlebt, tolle Erfolge gefeiert, muss aber auch eingestehen, manchmal über das Ziel hinausgeschossen zu sein. Besagte Momente liegen jedoch bereits einige Jahre zurück und in der Zwischenzeit habe ich dazugelernt und bin ruhiger geworden.“ Mitte Oktober 2017 wurde Stewart nach acht Niederlagen in 13 Spielen entlassen. Sein Nachfolger wurde der US-Amerikaner Tom Pokel.

## Stammverein
Die Straubing Tigers gingen 2002 aus dem EHC Straubing e. V. hervor. Basis der Zusammenarbeit bildet ein 2002 geschlossener Kooperationsvertrag zwischen dem EHC und der Straubing Tigers GmbH. Der Verein hat derzeit etwa 700 Mitglieder, wovon ungefähr 150 als Aktive in einer Mannschaft des EHC stehen.

Der EHC Straubing nimmt gegenwärtig mit sechs Jugendmannschaften am aktiven Spielbetrieb teil. Eine Seniorenmannschaft war zuletzt in der Saison 2009/10 in der bayerischen Landesliga Ost gemeldet, wurde dann aus Kostengründen jedoch abgemeldet. Unter der Führung der ehemaligen EHC-Spieler Christian Penzkofer und Emil Rankl wurde 2014 eine Neugründung der Seniorenmannschaft angestoßen, sie soll in der Saison 2014/15 in der unterklassigen Bezirksliga starten.
Cheftrainer des EHC Straubing ist seit 2013 der ehemalige Nationaltorhüter Christian Künast. Teil des Trainerteams sind unter anderem mehrere ehemalige Spieler des EHC und der Tigers, darunter Bill Trew, Günther Preuß, Bohumil Kratochvil und Oliver Vöst.
Der EHC Straubing treibt vor allem den Bau einer zweiten Eisfläche voran. Da durch die Trainingszeiten der Profiabteilung und der Nachwuchsmannschaften, sowie durch die öffentliche Nutzung durch Publikumslauf und weitere Veranstaltungen das Straubinger Eisstadion stark ausgelastet ist, würde eine weitere Eisfläche die Möglichkeiten in der Nachwuchsförderung erheblich verbessern. Bisher sind mehrere Vorschläge zum Standort in der Diskussion, darunter eine westlich an das Eisstadion am Pulverturm anschließende Fläche im früheren Landesgartenschau-Gelände oder in Nähe der Ausstellungshallen Am Hagen. Da aber weder zum Standort, noch zur Finanzierung konkrete Angaben vorliegen, liegt das Projekt auf Eis.
Zusammen mit dem FTSV Straubing und dem BC Straubing plant der EHC die Einrichtung eines Sportinternats. Der FTSV Straubing ist Leistungsstützpunkt im Bayerischen Volleyball-Verband, der BC Straubing ist seit 2013 Bundesstützpunkt Nachwuchs im Deutschen Boxsport-Verband. Als langfristiges Ziel wollen die beteiligten Vereine ein Internat gründen, das sportart-übergreifend und schulartübergreifend agiert. Das Sportinternat soll den ersten Planungen zufolge frühestens 2016 die Nutzung aufnehmen.

## Spielstätten

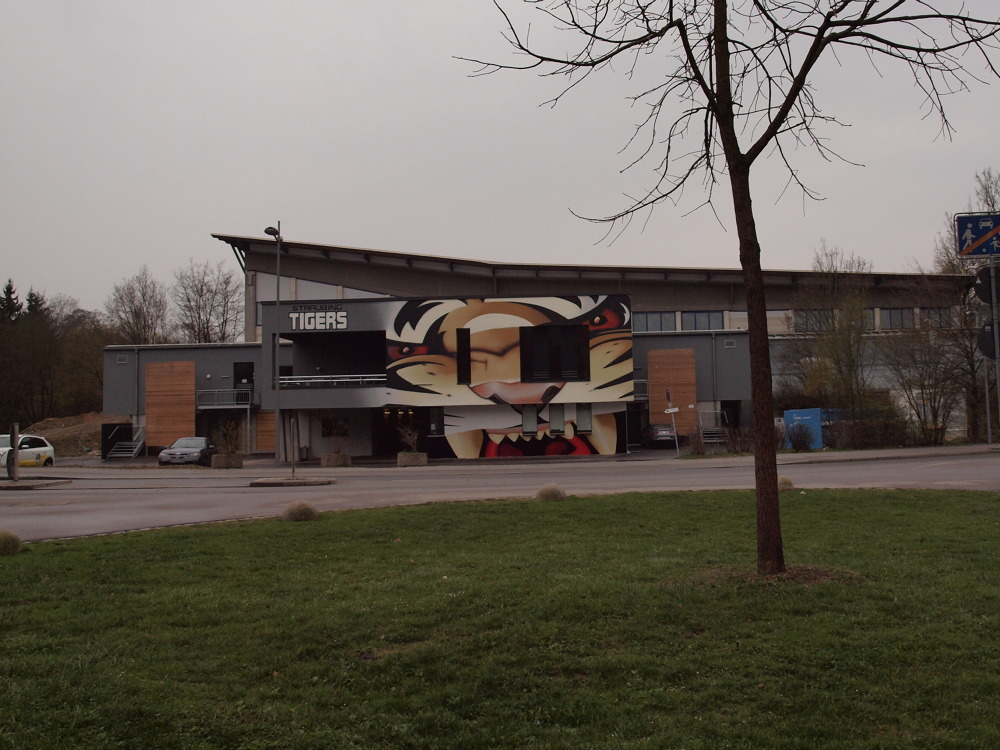
Das Eisstadion am Pulverturm im April 2012

Ihre Heimspiele tragen die Straubing Tigers im Eisstadion am Pulverturm aus. Das 1967 eröffnete Stadion ist für 5854 Zuschauer (Stand: 2012) ausgelegt und befindet sich im Besitz der Stadt Straubing. Die ersten Spiele wurden ab 1942 auf einem zugefrorenen Weiher ausgetragen, an dem in der Folgezeit Banden, Licht- und Lautsprecheranlage errichtet wurden. Das Kunsteisstadion wurde an gleicher Stelle zunächst als offene Eisfläche mit Tribünen gebaut, 1977 begann man mit dem Bau der Überdachung. Fortan wurde es mehrmals umgebaut und modernisiert, wobei die Ostseite des Stadions immer offen blieb. Dies war wegen einer fehlenden Lüftungsanlage nötig, bereitete aber häufig Probleme, weil wegen der Kälte und des starken Durchzugs der Komfort litt. Zudem mussten bereits Spiele abgesagt werden, da der Nebel, der sich in der Donauebene gebildet hatte, ins Stadion zog. Im Zuge des 9000-Punkte-Plans der Deutschen Eishockey Liga wurde im Sommer 2008 mit den Umbaumaßnahmen für die Schließung und Modernisierung der Ostseite des Stadions begonnen. Die Fertigstellung war vor Beginn der Saison 2008/09 geplant, konnte aber nicht eingehalten werden, da ein durch Brandstiftung entstandenes Feuer am 10. Juli 2008 die Arbeiten unterbrach und bereits abgeschlossene Baumaßnahmen nochmals ausgeführt werden mussten. Daraufhin mussten die Vorbereitungsspiele und die ersten Spiele der Hauptrunde in der Donau-Arena in Regensburg ausgetragen werden, erst am 24. Oktober 2008 kehrte man an den Pulverturm zurück.

Vor Beginn der Saison 2011/12 wurde der Neubau der Ostseite fertiggestellt. Er umfasst den Neubau des Eingangsbereichs, der Stadiongaststätte, des VIP-Bereichs, der Tigers-Geschäftsstelle und eines Fan-Shops, sowie die Sanierung der Umkleiden der Amateurmannschaften des EHC Straubing. Die mittelfristig geplante Errichtung einer zweiten Eisfläche wurde aufgrund dieser umfassenden Baumaßnahme zurückgestellt.
| Saison  | Liga      | Heimspiele  | Zuschauer                  | Zuschauer pro Spiel     | Stadionkapazität |
| ------- | --------- | ----------- | -------------------------- | ----------------------- | ---------------- |
| 2024/25 | DEL       | 29 (26 / 3) | 147.283 (131.317 / 15.966) | ⌀ 5.079 (5.051 / 5.322) | 5.635            |
| 2023/24 | DEL       | 32 (26 / 6) | 169.709 (135.899 / 33.810) | ⌀ 5.303 (5.227 / 5.635) | 5.635            |
| 2022/23 | DEL       | 32 (28 / 4) | 131.170 (113.230 / 17.940) | ⌀ 4.099 (4.044 / 4.485) | 4.485 1          |
| 2021/22 | DEL       | 29 (27 / 2) | 79.914 (68.644 / 11.270)   | ⌀ 2.756 (2.542 / 5.635) | 5.635 2          |
| 2020/21 | DEL       | 19 (18 / 1) | 0 (0 / 0)                  | ⌀ 0 (0 / 0)             | 0 (5.730) 3      |
| 2019/20 | DEL       | 26 (26 / –) | 124.406 (124.406 / –)      | ⌀ 4.785 (4.785 / –)     | 5.730            |
| 2018/19 | DEL       | 26 (26 / 1) | 112.300 (107.354 / 4.946)  | ⌀ 4.160 (4.129 / 4946)  | 5.825            |
| 2017/18 | DEL       | 26 (26 / -) | 102.674 (102.674 / -)      | ⌀ 3.949 (3.949 / -)     | 5.825            |
| 2016/17 | DEL       | 26 (26 / 1) | 116.649 (111.035 / 5.614)  | ⌀ 4.320 (4.271 / 5.614) | 5.825            |
| 2015/16 | DEL       | 29 (26 / 3) | 136.214 (119.558 / 16.656) | ⌀ 4.697 (4.598 / 5.552) | 5.825            |
| 2014/15 | DEL       | 26 (26 / –) | 109.992 (109.992 / –)      | ⌀ 4.230 (4.230 / –)     | 5.825            |
| 2013/14 | DEL       | 26 (26 / –) | 122.964 (122.964 / –)      | ⌀ 4.729 (4.729 / –)     | 5.825            |
| 2012/13 | DEL       | 29 (26 / 3) | 147.587 (130.134 / 17.453) | ⌀ 5.089 (5.005 / 5.817) | 5.817            |
| 2011/12 | DEL       | 30 (26 / 4) | 148.723 (125.337 / 23.386) | ⌀ 4.957 (4.820 / 5.846) | 5.800            |
| 2010/11 | DEL       | 26(26 / –)  | 115.239 (115.239 / –)      | ⌀ 4.432 (4.432 / –)     | 5.800            |
| 2009/10 | DEL       | 28 (28 / –) | 121.038 (121.038 / –)      | ⌀ 4.322 (4.322 / –)     | 5.800            |
| 2008/09 | DEL       | 26 (26 / –) | 109.894 (109.894 / –)      | ⌀ 4.226 (4.226 / –)     | 5.800            |
| 2007/08 | DEL       | 28 (28 / –) | 122.100 (122.100 / –)      | ⌀ 4.361 (4.361 / –)     | 5.800            |
| 2006/07 | DEL       | 26 (26 / –) | 115.990 (115.990 / –)      | ⌀ 4.461 (4.461 / –)     | 5.940            |
| 2005/06 | 2. BL     | 33          | 91.325                     | ⌀ 2.767                 |                  |
| 2004/05 | 2. BL     | 33          | 96.869                     | ⌀ 2.935                 |                  |
| 2003/04 | 2. BL     | 26          | 66.598                     | ⌀ 2.561                 |                  |
| 2002/03 | 2. BL     | 29          | 54.024                     | ⌀ 1.862                 |                  |
| 2001/02 | 2. BL     | 31          | 42.533                     | ⌀ 1.372                 |                  |
| 2000/01 | 2. BL     | 25          | 44.677                     | ⌀ 1.787                 |                  |
| 1996/97 | 1. Liga   | 30          | 48.600                     | ⌀ 1.620                 |                  |
| 1995/96 | 1. Liga   | 26          | 54.418                     | ⌀ 2.093                 |                  |
| 1981/82 | 2. BL/Süd | 19          | 11.400                     | ⌀ 600                   |                  |

Quellen: Offizielle Website der DEL, eishockey-online.com

## Vereinskultur

### Fans und Rivalitäten

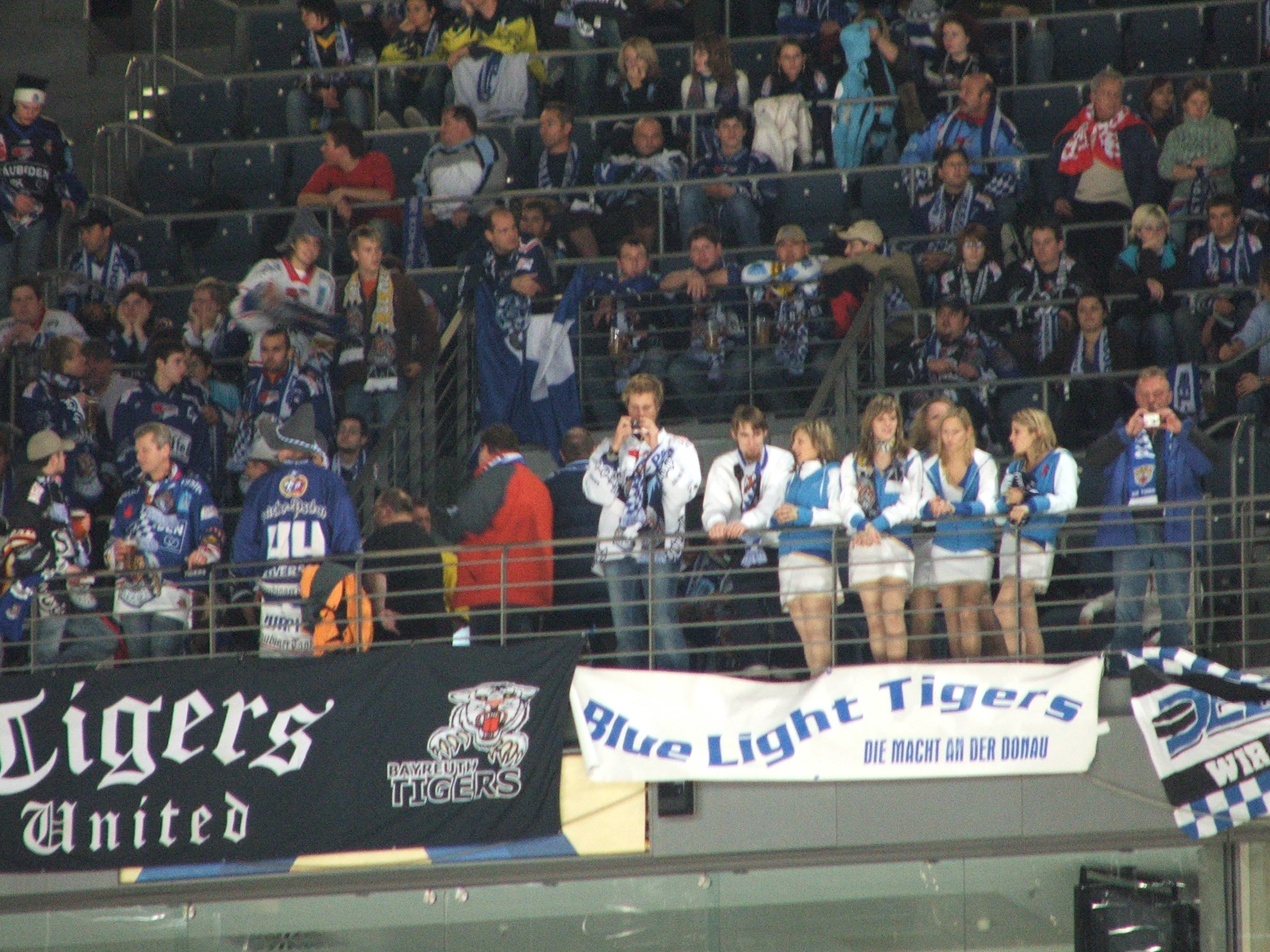
Fans der Straubing Tigers beim Auswärtsspiel gegen die Kölner Haie

Die Fans der Straubing Tigers sind in mehreren Fanclubs organisiert. Neben den mitgliederzahlenmäßig größten Fanclubs Bodycheck, Blue Front, Fighting Tigers und Missionare des Südens existieren zahlreiche kleine Gruppen, die oft aus Cliquen oder Stammtischen entstanden sind. Erwähnenswert ist der Fanclub Tigers United, der Fans der Straubing Tigers und der Bayreuth Tigers vereint. Durch zahlreiche Aktionen, im Speziellen durch die jährlichen Sonderzugfahrten zu Auswärtsspielen, konnten sich die Fans der Tigers im Bundesgebiet in den vergangenen Jahren einen guten Namen machen. Aus der ersten Fahrt zu den Kölner Haien in der Saison 2006/07 entstand eine Fanfreundschaft der Fighting Tigers mit dem Kölner Fanclub Inferno della Nord, die allerdings nicht mehr besteht.
Heute pflegen die Fans der Tigers nur noch eine Freundschaft mit den Fans der Iserlohn Roosters.
Koordiniert werden die Aktionen der Fans der Tigers und der einzelnen Fanclubs von den Fanbeauftragten der Straubing Tigers. Derzeit sind dies Christian Arnold und Thomas Schäfer.
Der im Landkreis Straubing-Bogen ansässige Musiker und Komponist Hans-Jürgen Buchner alias Haindling komponierte anlässlich des Aufstieges der Straubing Tigers in die DEL 2006 eine Tigers-Hymne, die fortan vor den Heimspielen im Stadion gespielt wurde.
Rivalitäten bestehen zu den benachbarten Eishockeyclubs aus Deggendorf, Landshut und Regensburg. Mit dem Deggendorfer EC lieferte man sich bereits zu TSV-Zeiten stark umkämpfte Duelle, auch in den Oberligajahren Ende der 1990er Jahre war Deggendorf ein starker Gegner. Der EV Landshut spielte in seiner Geschichte meist höherklassiger als Straubing, man traf mit den Landshutern selten aufeinander. Trotzdem kam es zu mehreren engen Duellen, wie zum Beispiel in den Zweitligajahren 2002 bis 2006. Eine besondere Rivalität existierte mit dem EV Regensburg. Bei dem Verhältnis der beiden Vereine spielten sowohl die geografische Nähe eine Rolle, als auch die Tatsache, dass man sportlich meist auf einem Level war. Hinzu kam der Konflikt zwischen Niederbayern (Straubing) und Oberpfälzern (Regensburg), der von den Fans beider Seiten aufgegriffen wurde.

### Maskottchen

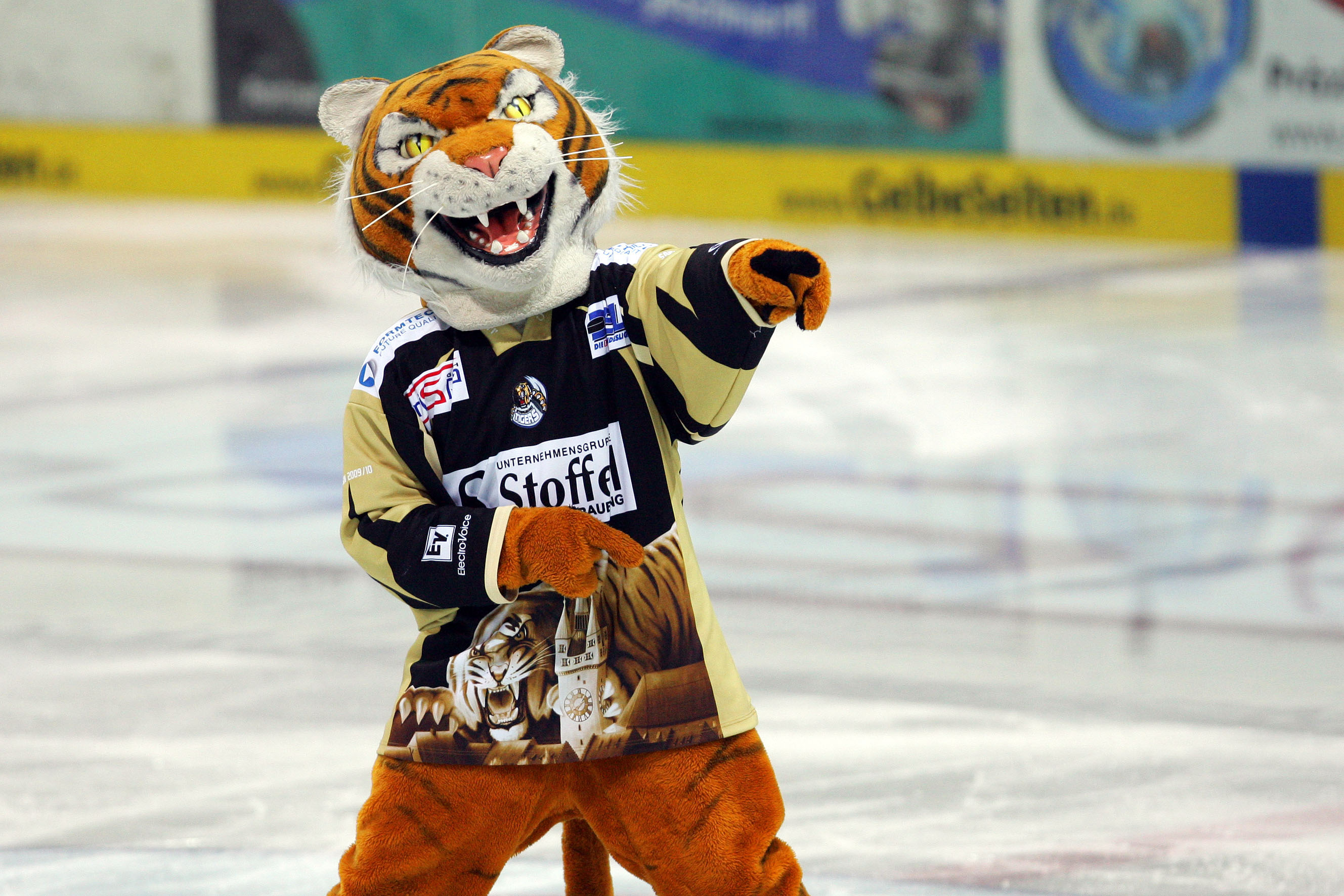
Maskottchen Tigo bei einem Heimspiel auf der Eisfläche (Foto: Schindler)

Bereits seit 1994 hatte der EHC Straubing den Tiger als Maskottchen. Dieser war in einer gemeinsamen Aktion des Vereins mit einer lokalen Zeitung von deren Lesern ausgewählt worden. Seit der Ausgliederung der Profiabteilung 2002 ist der Tiger offizieller Namensbestandteil. Das Maskottchen tritt im Eisstadion auf und stimmt die Besucher auf die Spiele der Tigers ein. Von den Lesern der Stadionzeitung Tiger-News bekam es im März 2005 den Namen Tigo. Seither läuft es im Dress der Tigers mit der Nummer 77 auf.